# エース・パイロット
エース・パイロット（米・英: Flying Ace、フライング・エース、仏: As、アス、独: Fliegerass、フリーガーアス、日: 撃墜王〈げきついおう〉）は、多数の敵機を主に空中戦で撃墜したパイロットに与えられる称号。航空機が戦闘に使用され始めた第一次世界大戦時からある名称である。単にエースとも称し、中でも撃墜機数上位者はトップ・エースと称される。
現在は5機以上撃墜した者とされ、また歴史を通じて主に戦闘機のパイロットに与えられる傾向がある。

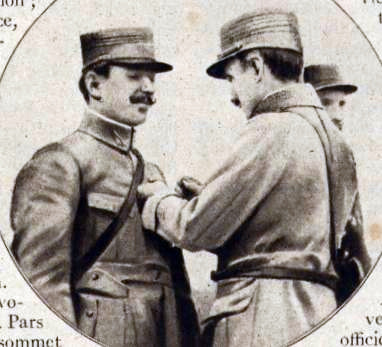
「最初のエース」として勲章を授与されるフランスのアドルフ・ペグー。

## 概要

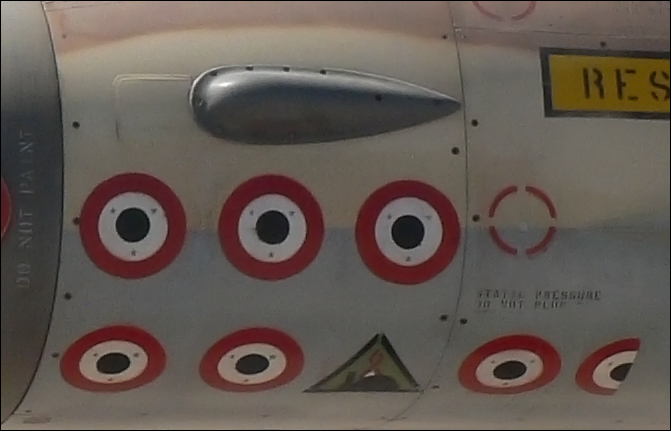
6.5機のシリア軍機の撃墜とイラクの原子炉を破壊したことを示すF-16のキルマーク（イスラエル航空宇宙軍所属）

第一次世界大戦で戦闘機が誕生した当初、フランスが10機以上撃墜者をエースの資格と定義し、同じ連合国のイギリスや、対戦相手（中央同盟国）のドイツも同様に10機以上撃墜者をエースとした。
しかし大戦終盤の1917年に参戦したアメリカは戦闘が短期間であったことを考慮し、5機以上撃墜者をエースの資格と定義した。戦間期を経て第二次世界大戦が開始されると、各国は各々の第一次大戦の定義で使用を再開したが、のちに連合国・枢軸国ともに5機以上撃墜者をエースの資格とした。
エースの定義とは別に、第一次大戦時のフランス軍、および第二次大戦時のドイツ軍は、東部戦線・西部戦線作戦方面の難易度に応じたポイント制により叙勲と昇進で表彰した。また、第二次大戦終盤に空中戦機会が乏しくなったアメリカ軍は、地上破壊機数を貢献ポイントとして別途カウントした。
日本には「多数機撃墜者」という通称があり、日本軍航空部隊が本格的に参戦した日中戦争以降は上級部隊からの感状（部隊感状/個人感状）・賞詞・叙勲・祝品授与などで表彰され、隷下の各飛行部隊は個人の功績を記録した。
陸軍では将兵の士気高揚の面からも太平洋戦争時も奨励されたが、敗戦により記録文書の多くは焼却されており、海軍では1943年後半以降軍令部の指示で多くの部隊は個人撃墜数の記録を廃止している。
そのため操縦者の日記記録などを除き戦歴の詳細が不明な部分が多く、戦後日本の戦史家達は1970年代に当時の関係者の体裁を考慮しつつ撃墜数を一定率の掛け算などで引き下げ、戦果を縮小し全体数の調整を試みたことがあったが結論は出なかった。
しかし1990年代以降、梅本弘などによって日本軍の戦果報告と連合国軍の損害報告という双方の一次資料を極力照合することにより、客観的に真の撃墜機数を検証する活動がなされている。
主に撃墜の記録はパイロット自身の自己申告によるが、基本的に空中戦の世界（とりわけ第二次大戦）では誤認が大変多く、実際の敵機撃墜数の何倍もの数を「撃墜した」と報告してしまうことは珍しくなかった。そのため、僚機や地上の目撃者の証言、被撃墜敵機の残骸確認・捕虜の尋問、敵軍の通信傍受・暗号解読、ガンカメラの記録に基づき検証されることも多い。
なお「撃墜」のほかに、敵機の墜落・空中分解・炎上などは見届けなかったが確実に撃墜に至る損害を与えたとされる「未確認撃墜」、友軍機とともに協同して敵機を撃墜した「協同撃墜」、撃墜までは至らなかったが敵機に被害（被弾）を与えたという「撃破」などが存在し、これらも戦果となった（個人撃墜機数のカウント）。
第二次世界大戦の枢軸陣営では、爆撃もしくは雷撃によって連合国の艦船を撃沈した航空機搭乗員に対し、「撃沈王」(Anti-shipping expert)と称する事もあった。
軍事気球を5機以上撃墜した者は「バルーンバスター（気球エース）」と呼ばれ、軍事気球が多く利用されル・プリエールロケットなどの対気球用兵器も登場した第一次世界大戦では77人の気球エースが誕生した。
各国航空部隊の慣習の別にもよるが、パイロットは撃墜した敵機の数だけの印を並べる『キルマーク』を機体に描くことがあり、これによってエース・パイロットの乗機であることが判別できる場合がある。
キルマークには撃墜した敵国の国籍マークや機体のシルエット、単純な白線などが用いられる。第二次世界大戦中のソ連空軍のように、自国の国籍マークである赤星をキルマークにも用いる例もある。記入される場所は機首、コクピット横、後部胴体、垂直尾翼など様々である。

## エース・パイロットのリスト
以下、世界の主要なエース・パイロットを英語版項目から日本語表記に修正・転載・加筆。

### 第一次世界大戦
| 氏名                                         | 出身国                       | 所属                                 | 撃墜機数              | 備考 |
| -------------------------------------------- | ---------------------------- | ------------------------------------ | --------------------- | --- |
| マンフレート・フォン・リヒトホーフェン       | ドイツ                       | ドイツ陸軍                           | 80 （他に未公認2）    | 中央同盟国軍トップ・エース。通称 「レッドバロン」。 |
| ルネ・フォンク                               | フランス                     | フランス空軍                         | 75 （他に未公認33）   | 連合国軍トップ・エース。一般には未公認撃墜52と言われるが、自伝「Mes Combat」の中で語られた自己主張の数字であり、フランス陸軍航空隊による「公式な非公認撃墜」は33機である。エルンスト・ウーデットの友人。 |
| ウィリアム・ビショップ                       | カナダ                       | イギリス空軍                         | 72                    | イギリス空軍とカナダ空軍のトップ・エース。カナダ人としてもトップ。後にカナダ空軍中将 |
| エルンスト・ウーデット                       | ドイツ                       | ドイツ空軍                           | 62                    | 後にドイツ航空省航空機総監となる。 |
| ミック・マノック                             | イギリス                     | イギリス空軍                         | 61                    | |
| レイモンド・コリショー                       | カナダ                       | イギリス海軍                         | 61                    | イギリス海軍トップ・エース。 |
| エリッヒ・レーヴェンハルト                   | ドイツ                       | ドイツ空軍                           | 54                    | |
| ウィリアム・バーカー                         | カナダ                       | イギリス空軍                         | 53                    | |
| ジョルジュ・ギンヌメール                     | フランス                     | フランス陸軍航空隊                   | 53                    | 機体に「"Vieux Charles"（“老シャルル”）」と書き入れていた。エルンスト・ウーデットと交戦経験がある。 |
| ヴェルナー・フォス                           | ドイツ                       | ドイツ空軍                           | 48                    | マンフレート・リヒトホーフェンのライバルにして片腕。 |
| ジョージ・マクエロイ                         | アイルランド                 | イギリス空軍                         | 47                    | アイルランド人のトップ。 |
| ロバート・リトル                             | オーストラリア               | イギリス海軍                         | 47                    | オーストラリア人のトップ。 |
| アルバート・ボール                           | イギリス                     | イギリス空軍                         | 44                    | |
| ブルーノ・レールツァー                       | ドイツ                       | ドイツ空軍                           | 44                    | 乗機の観測員である ヘルマン・ゲーリングとは入隊時からの友人。 |
| シャルル・ナンジェッセ                       | フランス                     | フランス陸軍航空隊                   | 43                    | |
| ジョルジュ・マドン                           | フランス                     | フランス陸軍航空隊                   | 41 (他に非公認撃墜64) | フランス第四位のエースにして、非公認撃墜数世界一の記録を持つ。機体を赤く塗っていた時期があり、「フランスのレッドバロン」「赤い悪魔」との異名がある。                                                     |
| オスヴァルト・ベルケ                         | ドイツ                       | ドイツ空軍                           | 40                    | ベルケの空戦8箇条で有名。 |
| ロタール・フォン・リヒトホーフェン           | ドイツ                       | ドイツ空軍                           | 40                    | 「レッドバロン」の実弟。 |
| エドゥアルト・フォン・シュライヒ             | ドイツ                       | ドイツ空軍                           | 35                    | 乗機を黒く塗装していたことから「黒騎士（Schwarzer Ritter）」の異名を持つ。 |
| ゴドヴィン・ブルモフスキ                     | オーストリア＝ハンガリー帝国 | オーストリア＝ハンガリー帝国軍航空隊 | 35                    | オーストリア＝ハンガリー帝国軍トップ・エース。 |
| ウィリー・コッペン                           | ベルギー                     | ベルギー陸軍                         | 37（未公認6）         | ベルギー人トップ・エース。 内35は観測気球であり事実上トップ・気球エース。愛機のアンリオ HD.1を青く塗装していたため「青い悪魔」の通称で呼ばれた。                                                         |
| フランチェスコ・バラッカ                     | イタリア                     | イタリア空軍                         | 34                    | イタリア人トップ・エース。 |
| クルト・ヴォルフ                             | ドイツ                       | ドイツ空軍                           | 33                    | マンフレート・リヒトホーフェンの右腕。ゲン担ぎとして飛行帽のかわりにナイトキャップを被って出撃していた。                                                                                                 |
| テオドール・オステルカンプ                   | ドイツ                       | ドイツ海軍                           | 32                    | 後の第二次大戦でも6機を撃墜。生涯撃墜数38機。 |
| ゴットハルト・ザクセンベルク                 | ドイツ                       | ドイツ海軍                           | 31                    | 巡洋艦の士官からパイロットに転向。機体は黄色と黒の市松模様に塗装していた。 |
| ヘルマン・フロンメルツ                       | ドイツ                       | ドイツ空軍                           | 29                    | |
| ヴァルター・ブルーメ                         | ドイツ                       | ドイツ空軍                           | 28                    | 戦後は航空機の技師となりアラドに入社した。 |
| ヴァルター・フォン・ビューロウ＝ボートカンプ | ドイツ                       | ドイツ空軍                           | 28                    | 観測気球を2基撃墜している。 |
| ローベルト・フォン・グライム                 | ドイツ                       | ドイツ空軍                           | 28                    | 後のドイツ空軍総元帥。 |
| エディ・リッケンバッカー                     | アメリカ                     | アメリカ陸軍                         | 26                    | アメリカ人トップ・エース。 |
| ヘルマン・ゲーリング                         | ドイツ                       | ドイツ空軍                           | 22                    | 後のナチス・ドイツの空軍最高司令官。 |
| フリードリッヒ・クリスチャンセン             | ドイツ                       | ドイツ海軍                           | 21                    | 内1は潜水艦（航空機以外の撃墜スコアを認められた極めて珍しい例）。後のナチス航空協会の総裁。 |
| ゲルハルト・フィーゼラー                     | ドイツ                       | ドイツ陸軍                           | 21                    | 通称「マケドニアの虎」。戦後「ゲルハルト・フィーゼラー飛行機製作所」を創立。Fi156「シュトルヒ」を開発したことで知られる。                                                                                |
| キース・パーク                               | ニュージーランド             | イギリス空軍                         | 20                    | |
| フルコ・ルッフォ・ディ・カラブリア           | イタリア                     | イタリア空軍                         | 20                    | パーソナルマークは黒い骸骨。イタリア貴族であり娘はベルギー国王アルベール2世の王妃であるパオラ・ルッフォ・ディ・カラブリア。                                                                              |
| アレクサンドル・コザコフ                     | ロシア帝国                   | ロシア帝国軍航空隊                   | 20                    | ロシア人トップ・エース。戦後白軍に参加。 |
| フランク・ルーク                             | アメリカ                     | アメリカ陸軍                         | 18                    | 通称「アリゾナの気球キラー」。気球を14機撃墜した気球エースであり飛行機も4機撃墜している。 |
| マックス・インメルマン                       | ドイツ                       | ドイツ空軍                           | 15                    | 通称「リールの鷲」。インメルマンターンに名を残す。 |
| ジャン・ナヴァル                             | フランス                     | フランス陸軍                         | 12                    | |
| ジェームズ・ホワイト                         | カナダ                       | イギリス海軍                         | 12                    | |
| ヴァルター・ヘーンドルフ                     | ドイツ                       | ドイツ空軍                           | 12                    | |
| インドラ・ラル・ロイ                         | インド                       | イギリス空軍                         | 10                    | |
| クリストファー・ドレーパー                   | イギリス                     | イギリス海軍                         | 9                     | |
| シリル・ローワ                               | イギリス                     | イギリス空軍                         | 9                     | |
| アリスティディス・モライティニス             | ギリシャ                     | ギリシャ海軍航空隊                   | 9                     | ギリシャ人トップエース。1913年の第一次バルカン戦争において史上初の空対艦攻撃を実施 |
| 滋野清武                                     | 日本                         | フランス陸軍                         | 6-8                   | 通称「バロン滋野」。日本初のエース。 |
| アドルフ・ペグー                             | フランス                     | フランス陸軍                         | 6                     | 通称「空の王者（Roi du ciel） 」。ヨーロッパで初めてパラシュート降下したパイロット。ブレリオ XIのテストパイロットを務める。                                                                              |

### スペイン内戦
| 氏名                                             | 出身国           | 所属               | 撃墜機数 | 備考 |
| ------------------------------------------------ | ---------------- | ------------------ | -------- | --- |
| ホアキン・ガルシア＝モラト                       | スペイン         | ナショナリスト空軍 | 40       | |
| セルゲイ・グリツェヴェーツ                       | ソビエト連邦     | スペイン共和国空軍 | 30       | ノモンハン事件にて12機撃墜。 |
| ジュリオ・サルバドール・イディアス＝ベンジュメア | スペイン         | ナショナリスト空軍 | 24       | |
| パーヴェル・ルィチャゴフ                         | ソビエト連邦     | スペイン共和国空軍 | 20       | のちソ連空軍志願隊長 |
| アーロイス・ヴァサタク                           | チェコスロバキア | スペイン共和国空軍 | 17       | |
| アンヘル・サラス・ララサーバル                   | スペイン         | ナショナリスト空軍 | 16       | 後の第二次世界大戦では7機撃墜。 |
| マリオ・ボンザーノ                               | イタリア         | レギオー航空隊     | 15       | |
| ヴェルナー・メルダース                           | ドイツ           | コンドル軍団       | 14       | ロッテ戦法・シュヴァルム戦法を生み出した。後の第二次世界大戦では、人類初の100機撃墜を達成。エルンスト・ウーデットの葬儀に向かう途中に事故で死亡。                   |
| ブルネット・ディ・モンテグネッコ                 | イタリア         | レギオー航空隊     | 14       | |
| ガイド・プレーセル                               | イタリア         | レギオー航空隊     | 13       | |
| ヴォルフガング・シェルマン                       | ドイツ           | コンドル軍団       | 12       | |
| ハーロー・ハルダー                               | ドイツ           | コンドル軍団       | 11       | |
| アンドレス・ガルシア・ラ・カール                 | スペイン         | スペイン共和国空軍 | 11       | |
| ペーター・ボーデン                               | ドイツ           | コンドル軍団       | 10       | |
| ロドルフ・ド・エムリクール・ド・グリュヌ         | ベルギー         | ナショナリスト空軍 | 10       | 後に第二次世界大戦でも3機を撃墜するが、1941年5月に戦死。 |
| アベル・ガイド                                   | フランス         | スペイン共和国空軍 | 10       | |
| ヘルベルト・イーレフェルト                       | ドイツ           | コンドル軍団       | 9        | 後の第二次世界大戦で123機撃墜。 |
| オットー・ベルトラム                             | ドイツ           | コンドル軍団       | 9        | 後の第二次世界大戦で13機撃墜。 |
| ヴァルター・エーザウ                             | ドイツ           | コンドル軍団       | 9        | 後の第二次世界大戦で117機撃墜。 |
| ラインハルト・ザイラー                           | ドイツ           | コンドル軍団       | 9        | 後の第二次世界大戦で100機撃墜。 |
| ヴィルヘルム・エンスレン                         | ドイツ           | コンドル軍団       | 9        | |
| ヘルヴィヒ・クニュッペル                         | ドイツ           | コンドル軍団       | 8        | |
| ハンス＝カール・マイヤー                         | ドイツ           | コンドル軍団       | 8        | |
| レフ・シェスタコフ                               | ソビエト連邦     | スペイン共和国空軍 | 8        | 他、共同撃墜が31機ある。後の第二次世界大戦でも活躍。1944年3月に撃墜され戦死するが、このとき彼を撃墜したのはハンス・ウルリッヒ・ルーデル少佐（当時）といわれている。 |
| ヴィルヘルム・バルタザール                       | ドイツ           | コンドル軍団       | 7        | |
| クラフト・エーベルハルト                         | ドイツ           | コンドル軍団       | 7        | |
| ヴァルター・グラープマン                         | ドイツ           | コンドル軍団       | 7        | |
| ホルスト・ティーツェン                           | ドイツ           | コンドル軍団       | 7        | |
| ボジダール・ペトロヴィッチ                       | ユーゴスラビア   | スペイン共和国空軍 | 7        | |
| ロルフ・ピンゲル                                 | ドイツ           | コンドル軍団       | 6        | |
| クルト・ロシェル                                 | ドイツ           | コンドル軍団       | 6        | |
| ヘルベルト・ショーブ                             | ドイツ           | コンドル軍団       | 6        | |
| フランシスコ・タラゾナ・トラーン                 | メキシコ         | スペイン共和国空軍 | 6        | |
| イワン・エレメンコ                               | ソビエト連邦     | スペイン共和国空軍 | 6        | |
| ギュンター・リュッツオウ                         | ドイツ           | コンドル軍団       | 5        | 後の第二次世界大戦で105機撃墜。 |
| ゲオルグ・ブラウンシルン                         | ドイツ           | コンドル軍団       | 5        | |
| ゴットハルト・ハンドリック                       | ドイツ           | コンドル軍団       | 5        | ベルリンオリンピック近代五種競技金メダリスト。第二次世界大戦で10機を撃墜。                                                                                          |
| ヴォルフ＝ハインリッヒ・フォン・ホウヴァルト     | ドイツ           | コンドル軍団       | 5        | |
| ヴォルフガング・リッパート                       | ドイツ           | コンドル軍団       | 5        | |
| ヨアヒム・シュリクティング                       | ドイツ           | コンドル軍団       | 5        | |
| ハンネス・トラウトロフト                         | ドイツ           | コンドル軍団       | 5        | |
| ニコライ・シュメルコフ                           | ソビエト連邦     | スペイン共和国空軍 | 5        | 個人撃墜4、共同2ともされる。 |
| ジェームス・ペック                               | アメリカ合衆国   | スペイン共和国空軍 | 5        | |
| ハロルド・E・ダール                              | メキシコ         | スペイン共和国空軍 | 5        | |

### ノモンハン事件
| 氏名                               | 国名         | 所属     | 撃墜機数 | 備考 |
| ---------------------------------- | ------------ | -------- | -------- | ---- |
| グリゴリー・クラフチェンコ         | ソビエト連邦 | 赤色空軍 | 20       |      |
| セルゲイ・グリツェヴェーツ         | ソビエト連邦 | 赤色空軍 | 12       |      |
| ニコライ・プロコーフィイェヴィッチ | ソビエト連邦 | 赤色空軍 | 11       |      |
| 篠原弘道                           | 日本         | 日本陸軍 | 58       |      |
| 垂井光義                           | 日本         | 日本陸軍 | 28       |      |
| 島田健二                           | 日本         | 日本陸軍 | 27       |      |
| 花田富男                           | 日本         | 日本陸軍 | 25       |      |
| 斎藤正午                           | 日本         | 日本陸軍 | 25       |      |
| 加藤正治                           | 日本         | 日本陸軍 | 23       |      |

### 第二次世界大戦
※日中戦争、ノモンハン事変を含む。
※巡航ミサイル（V1飛行爆弾）の撃墜数は表に含まれない。V1の最多撃墜記録はイギリス空軍のジョセフ・ベリーの59機（有人機の撃墜数は3機）。
| 氏名                                             | 出身国           | 所属                                    | 撃墜機数                    | 備考 |
| ------------------------------------------------ | ---------------- | --------------------------------------- | --------------------------- | --- |
| エーリヒ・ハルトマン                             | ドイツ           | ドイツ空軍                              | 352                         | 史上最多撃墜者。「黒い悪魔」「ブロンドの騎士」「ブービ（坊や）」などの通称がある。 |
| ゲルハルト・バルクホルン                         | ドイツ           | ドイツ空軍                              | 301                         | エーリヒ・ハルトマンに次ぐ撃墜数の保持者。撃墜数300機越えは史上でもこの2人だけである。 |
| ギュンター・ラル                                 | ドイツ           | ドイツ空軍                              | 275                         | 3位ではあるが、ハルトマン、バルクホルンの約半分の出撃数で達成した記録である。見越射撃を得意とした。 |
| オットー・キッテル                               | ドイツ           | ドイツ空軍                              | 267                         | 通称「シトゥルモヴィークの壊し屋」。 |
| ヴァルター・ノヴォトニー                         | オーストリア     | ドイツ空軍                              | 258                         | 航空戦史上初の250機撃墜達成者。 世界初のジェット戦闘機部隊指揮官。 |
| ヴィルヘルム・バッツ                             | ドイツ           | ドイツ空軍                              | 237                         | 通称「ヴィリー」。 僅か1年で224機撃墜を記録。 |
| エーリッヒ・ルドルファー                         | ドイツ           | ドイツ空軍                              | 222                         | 2016年時点において100機以上の撃墜記録を持つエースで最後の存命者だった。 |
| オスカー＝ハインリヒ・ベール                     | ドイツ           | ドイツ空軍                              | 220                         | 通称「プリッツル」。この通称は彼の好物であるキャンディの銘柄からつけられたものといわれる。 |
| ヘルマン・グラーフ                               | ドイツ           | ドイツ空軍                              | 212                         | 航空戦史上初の200機撃墜達成者。 |
| ハインリヒ・エールラー                           | ドイツ           | ドイツ空軍                              | 208                         | 通称「極北のエース」。 |
| テオドール・ワイセンベルガー                     | ドイツ           | ドイツ空軍                              | 208                         | 愛称「テオ」。3度の搭乗機種転換を経て200機以上の撃墜を記録した猛者。 |
| ハンス・フィリップ                               | ドイツ           | ドイツ空軍                              | 206                         | 通称「フィップス」。 |
| ヴァルター・シュック                             | ドイツ           | ドイツ空軍                              | 206                         | 通称「ゾーンデル」。 |
| アントーン・ハフナー                             | ドイツ           | ドイツ空軍                              | 204                         | 通称「トーニ」。 |
| ヘルムート・リップフェルト                       | ドイツ           | ドイツ空軍                              | 203                         | 15回撃墜されたが全て無傷だった。 |
| ヴァルター・クルピンスキー                       | ドイツ           | ドイツ空軍                              | 197                         | 通称「グラーフ・プンスキ（プンスキ伯爵）」。 |
| アントーン・ハックル                             | ドイツ           | ドイツ空軍                              | 192                         | JG77→JG11→JG76→JG26→JG300と、所属戦闘航空団(JG)を5度も転属した。通称「トニ」。 |
| ヨアヒム・ブレンデル                             | ドイツ           | ドイツ空軍                              | 189                         | 独ソ戦に参戦したJG51内のトップエース。 |
| マックス・シュトッツ                             | ドイツ           | ドイツ空軍                              | 189                         | 第二次大戦前はオーストリア軍に所属。 |
| ヨアヒム・キルシュナー                           | ドイツ           | ドイツ空軍                              | 188                         | パラシュート脱出後、クロアチアのパルチザンに虐殺された。 |
| クルト・ブレントル                               | ドイツ           | ドイツ空軍                              | 180                         | |
| ギュンター・ヨステン                             | ドイツ           | ドイツ空軍                              | 178                         | 大戦中一度も撃墜されなかった。戦後、ハルトマンの跡を継ぎドイツ連邦軍JG71の司令に就任。 |
| ヨハネス・シュタインホフ                         | ドイツ           | ドイツ空軍                              | 176                         | 通称「マッキ」。 |
| エルンスト＝ヴィルヘルム・ライネルト             | ドイツ           | ドイツ空軍                              | 174                         | |
| ギュンター・シャック                             | ドイツ           | ドイツ空軍                              | 174                         | |
| エミール・ラング                                 | ドイツ           | ドイツ空軍                              | 173                         | 一日での最高撃墜数（18機）を記録。 |
| ハインツ・シュミット                             | ドイツ           | ドイツ空軍                              | 173                         | 僅か3週間で約50機を撃墜。 |
| ホルスト・アデマイト                             | ドイツ           | ドイツ空軍                              | 166                         | ゼーノートディーンストに救助された経験あり。 |
| ヴォルフ・ディートリッヒ・ヴィルケ               | ドイツ           | ドイツ空軍                              | 162                         | 通称「フュルスト（侯爵）」。 |
| ハンス・ヨアヒム・マルセイユ                     | ドイツ           | ドイツ空軍                              | 158                         | 対英戦線でのトップ・エース。 通称「アフリカの星」、「黄色の14」、「砂漠の王子」等。ルフトヴァッフェでの最年少大尉。 撃墜した158機は全て西側連合軍機である。 |
| ハインリヒ・シュトルム                           | ドイツ           | ドイツ空軍                              | 158                         | JG52第II飛行隊第4中隊トップエース。 |
| ゲルハルト・ティベン                             | ドイツ           | ドイツ空軍                              | 157                         | フォッケウルフ Fw190による大戦最後の戦果を上げたパイロット。通称「ゲルト」。 |
| ハンス・バイスヴェンガー                         | ドイツ           | ドイツ空軍                              | 152                         | |
| ペーター・デュットマン                           | ドイツ           | ドイツ空軍                              | 150                         | やたら胴体着陸を行って難を逃れたエース。通称「ボニファティウス」。 |
| ゴードン・ゴロプ                                 | ドイツ           | ドイツ空軍                              | 150                         | |
| フリッツ・テクトマイヤー                         | ドイツ           | ドイツ空軍                              | 146                         | |
| アルビン・ヴォルフ                               | ドイツ           | ドイツ空軍                              | 144                         | |
| クルト・タンツァー                               | ドイツ           | ドイツ空軍                              | 143                         | |
| フリードリヒ＝カール・ミュラー                   | ドイツ           | ドイツ空軍                              | 140                         | |
| フリードリヒ・ヴァコウィアク                     | ドイツ           | ドイツ空軍                              | 140                         | |
| カール・グラッツ                                 | ドイツ           | ドイツ空軍                              | 138                         | |
| ハインリヒ・ゼッツ                               | ドイツ           | ドイツ空軍                              | 138                         | |
| ルドルフ・トレンケル                             | ドイツ           | ドイツ空軍                              | 138                         | 10日間で5回も緊急脱出をしている。 |
| フランツ・シャル                                 | ドイツ           | ドイツ空軍                              | 137                         | |
| ヴァルター・ヴォルフルム                         | ドイツ           | ドイツ空軍                              | 137                         | ドイツ空軍には約2年ほどしかいなかったにもかかわらず100機以上を撃墜。 |
| アドルフ・ディックフェルト                       | ドイツ           | ドイツ空軍                              | 136                         | 青年時代はハンナ・ライチュから直々にグライダー操縦を学んでいる。 |
| ホルスト＝ギュンター・フォン・ファッソング       | ドイツ           | ドイツ空軍                              | 136                         | |
| オットー・フェネコルト                           | ドイツ           | ドイツ空軍                              | 136                         | |
| カール＝ハインツ・ヴェーバー                     | ドイツ           | ドイツ空軍                              | 136                         | |
| ヨアヒム・ミュンヒェベルク                       | ドイツ           | ドイツ空軍                              | 135                         | |
| ハンス・ヴァルトマン                             | ドイツ           | ドイツ空軍                              | 134                         | |
| アルフレート・グリスラフスキ                     | ドイツ           | ドイツ空軍                              | 133                         | |
| ヨハネス・ヴィーゼ                               | ドイツ           | ドイツ空軍                              | 133                         | Il-2ばかり撃墜していたため、ソ連側から「クバーニのライオン」とあだ名された。 |
| アドルフ・ボルヒャース                           | ドイツ           | ドイツ空軍                              | 132                         | |
| エルヴィン・クラウゼン                           | ドイツ           | ドイツ空軍                              | 132                         | |
| ヴィルヘルム・レムケ                             | ドイツ           | ドイツ空軍                              | 131                         | |
| ハインリヒ・シュテール                           | ドイツ           | ドイツ空軍                              | 130                         | |
| フランツ・アイゼナハ                             | ドイツ           | ドイツ空軍                              | 129                         | |
| ヴァルター・ダール                               | ドイツ           | ドイツ空軍                              | 128                         | 通称「ラムダール（Rammdahl：突撃ダール）」。記録はダールの自伝によるもの。実際の撃墜戦果は100機以下といわれる。 |
| フランツ・デール                                 | ドイツ           | ドイツ空軍                              | 128                         | |
| ルドルフ・ラデマッヒャー                         | ドイツ           | ドイツ空軍                              | 126                         | |
| ヨーゼフ・ツヴェルネマン                         | ドイツ           | ドイツ空軍                              | 126                         | エーリヒ・ハルトマンが僚機を務めたことがある。 |
| ディートリヒ・フラバク                           | ドイツ           | ドイツ空軍                              | 125                         | 通称「ディーター」。 |
| ゲルハルト・ホフマン                             | ドイツ           | ドイツ空軍                              | 125                         | |
| ヴォルフ・エッテル                               | ドイツ           | ドイツ空軍                              | 124                         | |
| ヘルベルト・イーレフェルト                       | ドイツ           | ドイツ空軍                              | 123                         | 生涯通算撃墜数は132機(スペイン内戦で9機撃墜)。 |
| ヴォルフガング・トネ                             | ドイツ           | ドイツ空軍                              | 122                         | |
| ハインツ・マルカルト                             | ドイツ           | ドイツ空軍                              | 121                         | |
| ハインツ＝ヴォルフガング・シュナウファー         | ドイツ           | ドイツ空軍                              | 121                         | 通称「サン・トロンの幽霊」。夜戦撃墜数では史上最多。 |
| ローベルト・ヴァイス                             | ドイツ           | ドイツ空軍                              | 121                         | |
| フリードリヒ・オプレーザー                       | ドイツ           | ドイツ空軍                              | 120                         | |
| エーリヒ・ライエ                                 | ドイツ           | ドイツ空軍                              | 118                         | |
| フランツ＝ヨーゼフ・ベーレンブロク               | ドイツ           | ドイツ空軍                              | 117                         | |
| ハンス＝ヨアヒム・ビルクナー                     | ドイツ           | ドイツ空軍                              | 117                         | |
| ヤコプ・ノルツ                                   | ドイツ           | ドイツ空軍                              | 117                         | |
| ヴァルター・エーザウ                             | ドイツ           | ドイツ空軍                              | 117                         | |
| ハインツ・ヴェルニッケ                           | ドイツ           | ドイツ空軍                              | 117                         | |
| アウグスト・ランベルト                           | ドイツ           | ドイツ空軍                              | 116                         | |
| ヴィルヘルム・クリニウス                         | ドイツ           | ドイツ空軍                              | 114                         | |
| ヴェルナー・シュレーア                           | ドイツ           | ドイツ空軍                              | 114                         | |
| ハンス・ダンマース                               | ドイツ           | ドイツ空軍                              | 113                         | ソ連2位の撃墜数を誇るアレクサンドル・ポクルィシュキンに撃墜されるも生還。 |
| ベルトルト・コルツ                               | ドイツ           | ドイツ空軍                              | 113                         | |
| クルト・ビューリゲン                             | ドイツ           | ドイツ空軍                              | 112                         | |
| クルト・ウッベン                                 | ドイツ           | ドイツ空軍                              | 111                         | |
| ヘルムート・レント                               | ドイツ           | ドイツ空軍                              | 110                         | 夜戦撃墜数ではドイツ空軍において第2位。 |
| フランツ・ヴォイディヒ                           | ドイツ           | ドイツ空軍                              | 110                         | |
| エミール・ビッシュ                               | ドイツ           | ドイツ空軍                              | 108                         | |
| ハンス・ハーン                                   | ドイツ           | ドイツ空軍                              | 108                         | 通称「アッシ」。 |
| ベルンハルト・フェクテル                         | ドイツ           | ドイツ空軍                              | 108                         | |
| ヴィクトール・バウアー                           | ドイツ           | ドイツ空軍                              | 106                         | |
| ヴェルナー・ルーカス                             | ドイツ           | ドイツ空軍                              | 106                         | |
| ギュンター・リュッツオウ                         | ドイツ           | ドイツ空軍                              | 105                         | |
| アドルフ・ガーランド                             | ドイツ           | ドイツ空軍                              | 104                         | ドイツ空軍戦闘機隊総監。JV44「騎士鉄十字勲章部隊」の指揮官。 |
| エーベルハルト・フォン・ボレムスキ               | ドイツ           | ドイツ空軍                              | 90とも104とも               | |
| ハインツ・ザクセンベルク                         | ドイツ           | ドイツ空軍                              | 104                         | |
| ハルトマン・グラッサー                           | ドイツ           | ドイツ空軍                              | 103                         | |
| ジークフリート・フライターク                     | ドイツ           | ドイツ空軍                              | 102                         | |
| フリードリヒ・ガイスハルト                       | ドイツ           | ドイツ空軍                              | 102                         | |
| エゴン・マイヤー                                 | ドイツ           | ドイツ空軍                              | 102                         | |
| マックス＝ヘルムート・オステルマン               | ドイツ           | ドイツ空軍                              | 102                         | |
| ヨーゼフ・ヴュルムヘラー                         | ドイツ           | ドイツ空軍                              | 102                         | 通称「ゼップ」。 |
| ルドルフ・ミーティク                             | ドイツ           | ドイツ空軍                              | 101                         | |
| ヴェルナー・メルダース                           | ドイツ           | ドイツ空軍                              | 101                         | 生涯通算撃墜数は115機(スペイン内戦で14機撃墜)。 |
| ヨーゼフ・プリラー                               | ドイツ           | ドイツ空軍                              | 101                         | ノルマンディー上陸作戦当日に上陸阻止に出た戦闘機（2機）の隊長機を操縦。 |
| ウルリヒ・ヴェルニッツ                           | ドイツ           | ドイツ空軍                              | 101                         | |
| ラインハルト・ザイラー                           | ドイツ           | ドイツ空軍                              | 100                         | スペイン内戦で9機撃墜。 |
| パウル＝ハインリヒ・デーネ                       | ドイツ           | ドイツ空軍                              | 100                         | 通称「ザロッティ」。 |
| ハインリヒ・バーテルス                           | ドイツ           | ドイツ空軍                              | 99                          | |
| レオポルト・シュツィンバッツ                     | ドイツ           | ドイツ空軍                              | 99                          | |
| ヴォルフガング・シュペーテ                       | ドイツ           | ドイツ空軍                              | 99                          | 世界初にして唯一のロケット戦闘機実戦部隊司令を務めた。 |
| ハンス・シュレーフ                               | ドイツ           | ドイツ空軍                              | 98                          | |
| ホルスト・ハンニク                               | ドイツ           | ドイツ空軍                              | 98                          | |
| グスタフ・レーデル                               | ドイツ           | ドイツ空軍                              | 98                          | |
| ヘルムート・レフラー                             | ドイツ           | ドイツ空軍                              | 98                          | |
| ヘルムート・メルテンス                           | ドイツ           | ドイツ空軍                              | 97                          | |
| ヘルマン・シュラインヘーゲ                       | ドイツ           | ドイツ空軍                              | 97                          | |
| ハインリヒ・ホフェメイアー                       | ドイツ           | ドイツ空軍                              | 96                          | |
| ジークフリート・レムケ                           | ドイツ           | ドイツ空軍                              | 96                          | |
| ディートヘルム・フォン・アイフェル＝ストライバー | ドイツ           | ドイツ空軍                              | 96                          | |
| レオポルト・ミュンスター                         | ドイツ           | ドイツ空軍                              | 95                          | |
| アントーン・デーベレ                             | ドイツ           | ドイツ空軍                              | 94                          | |
| ハインリヒ・クレッペル                           | ドイツ           | ドイツ空軍                              | 94                          | |
| ルドルフ・ミュラー                               | ドイツ           | ドイツ空軍                              | 94                          | 101機撃墜の可能性あり。 |
| ルドルフ・レッシュ                               | ドイツ           | ドイツ空軍                              | 93                          | スペイン内戦で1機撃墜。 |
| エドムント・ロスマン                             | ドイツ           | ドイツ空軍                              | 93                          | エーリヒ・ハルトマンの最初の編隊長機。 |
| ジークフリート・シュネル                         | ドイツ           | ドイツ空軍                              | 93                          | |
| ヘルムート・ベンネマン                           | ドイツ           | ドイツ空軍                              | 93                          | |
| オスカー・ロム                                   | ドイツ           | ドイツ空軍                              | 92                          | |
| ゲルハルト・ルース                               | ドイツ           | ドイツ空軍                              | 92                          | |
| アントーン・レッシュ                             | ドイツ           | ドイツ空軍                              | 91                          | |
| ゲオルグ・シェントケ                             | ドイツ           | ドイツ空軍                              | 90                          | 87機撃墜とも。 |
| ハインツ・ケメスミュラー                         | ドイツ           | ドイツ空軍                              | 89                          | |
| ヨーゼフ・イェンネヴァイン                       | ドイツ           | ドイツ空軍                              | 86                          | 1939年アルペンスキー世界選手権アルペン複合金メダリスト。 |
| アントーン・マダー                               | ドイツ           | ドイツ空軍                              | 86                          | |
| ウルリヒ・ヴェーネルト                           | ドイツ           | ドイツ空軍                              | 86                          | |
| ゲルハルト・ケッペン                             | ドイツ           | ドイツ空軍                              | 85                          | |
| ヴァルター・ツェロット                           | ドイツ           | ドイツ空軍                              | 85                          | |
| ヴェルナー・クァスト                             | ドイツ           | ドイツ空軍                              | 84                          | |
| ハインツ・エヴァルト                             | ドイツ           | ドイツ空軍                              | 84                          | |
| ペーター・カルデン                               | ドイツ           | ドイツ空軍                              | 84                          | |
| ハインリヒ・ツー・ザイン＝ヴィトゲンシュタイン   | ドイツ           | ドイツ空軍                              | 83                          | 夜間戦闘における撃墜記録はドイツ空軍で第3位。 |
| オットー・ヴェスリンク                           | ドイツ           | ドイツ空軍                              | 83                          | |
| フランツ・ベイエル                               | ドイツ           | ドイツ空軍                              | 83                          | |
| ヴァルター・オーロッゲ                           | ドイツ           | ドイツ空軍                              | 83                          | |
| ハンス・ゲッツ                                   | ドイツ           | ドイツ空軍                              | 82                          | |
| ハンス・グリューンベルグ                         | ドイツ           | ドイツ空軍                              | 82                          | |
| ヘルムート・ミスナー                             | ドイツ           | ドイツ空軍                              | 82                          | |
| エミール・ダーイェス                             | ドイツ           | ドイツ空軍                              | 82                          | |
| フーゴ・ブロッホ                                 | ドイツ           | ドイツ空軍                              | 81                          | 2020年現在存命。 |
| ヴィリー・ネーミッツ                             | ドイツ           | ドイツ空軍                              | 81                          | |
| ヴィルヘルム・フィリップ                         | ドイツ           | ドイツ空軍                              | 81                          | |
| ルドルフ・ヴァグナー                             | ドイツ           | ドイツ空軍                              | 81                          | |
| マックス＝ヘルマン・レッケ                       | ドイツ           | ドイツ空軍                              | 81                          | |
| ヘルベルト・バフニック                           | ドイツ           | ドイツ空軍                              | 80                          | |
| オットー・ヴェーフェル                           | ドイツ           | ドイツ空軍                              | 79                          | |
| ゲオルグ＝ペーター・エーダー                     | ドイツ           | ドイツ空軍                              | 78                          | 通称「ショルシュ」。 |
| ハインリヒ・クラフト                             | ドイツ           | ドイツ空軍                              | 78                          | 通称「ガウディ」。 |
| カール＝ゴットフリート・ノルトマン               | ドイツ           | ドイツ空軍                              | 78                          | |
| ヴォルフガング・エヴァルト                       | ドイツ           | ドイツ空軍                              | 78                          | |
| アレクサンダー・プラインファルク                 | ドイツ           | ドイツ空軍                              | 78                          | |
| ヨハン＝ヘルマン・マイアー                       | ドイツ           | ドイツ空軍                              | 78                          | |
| フーベルタス・フォン・ボニン                     | ドイツ           | ドイツ空軍                              | 77                          | 内4機がスペイン内戦 |
| ヨーゼフ・ハイベック                             | ドイツ           | ドイツ空軍                              | 77                          | |
| ハンス＝ヨアヒム・クロシンスキ                   | ドイツ           | ドイツ空軍                              | 76                          | |
| マキシミリアン・マイエール                       | ドイツ           | ドイツ空軍                              | 76                          | |
| アルフレット・トイメル                           | ドイツ           | ドイツ空軍                              | 76                          | |
| エドヴィン・ティール                             | ドイツ           | ドイツ空軍                              | 76                          | |
| ヘルムート・グロールムス                         | ドイツ           | ドイツ空軍                              | 75                          | |
| ハンス・レーリク                                 | ドイツ           | ドイツ空軍                              | 75                          | |
| ヨアヒム・ヴァンデル                             | ドイツ           | ドイツ空軍                              | 75                          | |
| ヨハネス・ブンツェク                             | ドイツ           | ドイツ空軍                              | 75                          | |
| グスタフ・フリーリンガウス                       | ドイツ           | ドイツ空軍                              | 74                          | |
| フリードリヒ・ハース                             | ドイツ           | ドイツ空軍                              | 74                          | |
| アントーン・リンドナー                           | ドイツ           | ドイツ空軍                              | 73                          | |
| オットー・シュルツ                               | ドイツ           | ドイツ空軍                              | 73                          | |
| ゲルハルト・ミヒャルスキ                         | ドイツ           | ドイツ空軍                              | 73                          | |
| ヴィルヘルム・ハージェット                       | ドイツ           | ドイツ空軍                              | 72                          | |
| クラウス・ミーテュシュ                           | ドイツ           | ドイツ空軍                              | 72                          | |
| ヴィルヘルム・ミンク                             | ドイツ           | ドイツ空軍                              | 72                          | |
| カール・ハインツ・シュネル                       | ドイツ           | ドイツ空軍                              | 72                          | |
| アドルフ・グルンツ                               | ドイツ           | ドイツ空軍                              | 71                          | |
| ハンス・フース                                   | ドイツ           | ドイツ空軍                              | 71                          | |
| アルフレット・ヘックマン                         | ドイツ           | ドイツ空軍                              | 71                          | |
| ギュンター・シェール                             | ドイツ           | ドイツ空軍                              | 71                          | |
| ヘルベルト・ロールヴェイジ                       | ドイツ           | ドイツ空軍                              | 71                          | |
| ヘルマン＝フリードリヒ・ヨッピーン               | ドイツ           | ドイツ空軍                              | 70                          | 通称「ユップ」。 |
| ハインツ・ランゲ                                 | ドイツ           | ドイツ空軍                              | 70                          | |
| ルーディ・リンツ                                 | ドイツ           | ドイツ空軍                              | 70                          | |
| エミール・オーメルト                             | ドイツ           | ドイツ空軍                              | 70                          | |
| エルンスト・ヴァイズマン                         | ドイツ           | ドイツ空軍                              | 69                          | |
| オイゲン＝ルートヴィヒ・ツヴァイガルト           | ドイツ           | ドイツ空軍                              | 69                          | |
| クルト・ドンバファー                             | ドイツ           | ドイツ空軍                              | 68                          | |
| ヘルベルト・フッペルツ                           | ドイツ           | ドイツ空軍                              | 68                          | |
| ヴァルター・ヘックナー                           | ドイツ           | ドイツ空軍                              | 68                          | |
| エルンスト・ズッス                               | ドイツ           | ドイツ空軍                              | 68                          | |
| ハインリヒ・ユンク                               | ドイツ           | ドイツ空軍                              | 68                          | |
| ヘルベルト・カイザー                             | ドイツ           | ドイツ空軍                              | 68                          | |
| リヒャルト・レップラ                             | ドイツ           | ドイツ空軍                              | 68                          | |
| フリッツ・ロージヒカイト                         | ドイツ           | ドイツ空軍                              | 68                          | |
| ギュンター・フォン・マルツァーン                 | ドイツ           | ドイツ空軍                              | 68                          | |
| ハンス・シュトレロヴ                             | ドイツ           | ドイツ空軍                              | 68                          | ドイツ最年少、19歳にして柏葉付騎士鉄十字章を受章している。 |
| オットー・タンゲ                                 | ドイツ           | ドイツ空軍                              | 68                          | |
| クルト・ダンバッハ                               | ドイツ           | ドイツ空軍                              | 68                          | |
| カール・ハンメール                               | ドイツ           | ドイツ空軍                              | 68                          | |
| グスタフ・デンク                                 | ドイツ           | ドイツ空軍                              | 67                          | |
| フリッツ・ディンガー                             | ドイツ           | ドイツ空軍                              | 67                          | |
| ヘルベルト・フィンダイゼン                       | ドイツ           | ドイツ空軍                              | 67                          | |
| ラインホルト・ホフマン                           | ドイツ           | ドイツ空軍                              | 67                          | |
| エルボ・グラーフ・フォン・カーゲネック           | ドイツ           | ドイツ空軍                              | 67                          | |
| フランツ・シース                                 | ドイツ           | ドイツ空軍                              | 67                          | |
| フランツ・シュヴァイガー                         | ドイツ           | ドイツ空軍                              | 67                          | |
| フーベルト・シュトラスル                         | ドイツ           | ドイツ空軍                              | 67                          | |
| ヴェルナー・シュトライプ                         | ドイツ           | ドイツ空軍                              | 66                          | |
| ヴァルデマー・ゼメルカ                           | ドイツ           | ドイツ空軍                              | 65                          | |
| ハインリヒ・フュルグラーベ                       | ドイツ           | ドイツ空軍                              | 65                          | |
| ギュンター・ラドゥシュ                           | ドイツ           | ドイツ空軍                              | 64                          | 通称「フィップス」。 |
| ハインツ・レッカー                               | ドイツ           | ドイツ空軍                              | 64                          | |
| カール・フッフス                                 | ドイツ           | ドイツ空軍                              | 64                          | |
| エイノ・コルド                                   | ドイツ           | ドイツ空軍                              | 62                          | |
| ゲルハルト・ベウティン                           | ドイツ           | ドイツ空軍                              | 60                          | |
| ホルスト・ガルガニコ                             | ドイツ           | ドイツ空軍                              | 60                          | |
| フランツ・チェク                                 | ドイツ           | ドイツ空軍                              | 60                          | |
| ハンス＝エッケハルト・ボプ                       | ドイツ           | ドイツ空軍                              | 60                          | |
| フランツ・フルドリッカ                           | ドイツ           | ドイツ空軍                              | 60                          | 96機撃墜の可能性あり。 |
| ハンス＝アーノルド・スタールシュミット           | ドイツ           | ドイツ空軍                              | 59                          | |
| パウル・ツォルナー                               | ドイツ           | ドイツ空軍                              | 59                          | |
| ハーマン・ブフナー                               | ドイツ           | ドイツ空軍                              | 58                          | |
| マーチン・ベッカー                               | ドイツ           | ドイツ空軍                              | 58                          | |
| ヘルベルト・ブロンヌ                             | ドイツ           | ドイツ空軍                              | 58                          | |
| ルッツ・ヴィルヘルム・ブルクハルト               | ドイツ           | ドイツ空軍                              | 57機以上？                  | |
| ハインリヒ＝ヴィルヘルム・アーネルト             | ドイツ           | ドイツ空軍                              | 57                          | |
| コンラート・バウアー                             | ドイツ           | ドイツ空軍                              | 57                          | |
| ヘルムート・ヴィック                             | ドイツ           | ドイツ空軍                              | 56                          | 戦死時にはドイツ空軍のトップ・エースで最年少の戦闘航空団司令。 |
| ヴィルヘルム＝フェルディナント・ガーランド       | ドイツ           | ドイツ空軍                              | 55                          | アドルフ・ガーランドの弟。 |
| ヘルベルト・バロイテア                           | ドイツ           | ドイツ空軍                              | 55                          | |
| ハンス・エーラス                                 | ドイツ           | ドイツ空軍                              | 55                          | |
| ヨハン・バダム                                   | ドイツ           | ドイツ空軍                              | 54                          | |
| ジークフリート・ジムシュ                         | ドイツ           | ドイツ空軍                              | 54                          | |
| ハンネス・トラウトロフト                         | ドイツ           | ドイツ空軍                              | 53                          | スペイン内戦で5機撃墜。 |
| アルベルト・ブルンナー                           | ドイツ           | ドイツ空軍                              | 53                          | |
| フランツ・バルテン                               | ドイツ           | ドイツ空軍                              | 52                          | |
| マルティン・ドレーヴェス                         | ドイツ           | ドイツ空軍                              | 52                          | |
| ハインツ・エドガー・バーレス                     | ドイツ           | ドイツ空軍                              | 52                          | |
| エグモント・ツール・リッペ＝ヴァイセンフェルト   | ドイツ           | ドイツ空軍                              | 51                          | 通称「エギ」。 |
| ハンス＝ヨアヒム・ヤープス                       | ドイツ           | ドイツ空軍                              | 50                          | |
| クルト・ヴェルター                               | ドイツ           | ドイツ空軍                              | 50                          | 50機以上撃墜の可能性あり |
| ヴァルター・ボチャーズ                           | ドイツ           | ドイツ空軍                              | 59機撃墜の可能性あり\|      | |
| ハインツ・アーノルド                             | ドイツ           | ドイツ空軍                              | 48                          | |
| フリードリヒ・ベックー                           | ドイツ           | ドイツ空軍                              | 48                          | |
| ハンス・ハインツ・アウゲンシュタイン             | ドイツ           | ドイツ空軍                              | 46                          | |
| ルートヴィヒ・ベッカー                           | ドイツ           | ドイツ空軍                              | 46                          | |
| ウォルフガング・ボイング・トレウディング         | ドイツ           | ドイツ空軍                              | 46                          | |
| カール・シューネラー                             | ドイツ           | ドイツ空軍                              | 45                          | ヴァルター・ノヴォトニーの僚機を務めていたことでも知られる。 |
| ヒューゴ・ダーマー                               | ドイツ           | ドイツ空軍                              | 45                          | |
| ゲルハルト・シュプフェル                         | ドイツ           | ドイツ空軍                              | 45                          | |
| ヴァルター・ヴェーファー                         | ドイツ           | ドイツ空軍                              | 44                          | |
| カール・ボリス                                   | ドイツ           | ドイツ空軍                              | 43                          | |
| ルードヴィヒ・フランチスケト                     | ドイツ           | ドイツ空軍                              | 43                          | |
| ノルベルト・ハンニック                           | ドイツ           | ドイツ空軍                              | 42                          | |
| ユルゲン・ブロッケ                               | ドイツ           | ドイツ空軍                              | 42                          | |
| ヴァルター・ブラント                             | ドイツ           | ドイツ空軍                              | 42                          | |
| ローベルト・オレイニク                           | ドイツ           | ドイツ空軍                              | 42                          | |
| エムンスト・ベルンゲン                           | ドイツ           | ドイツ空軍                              | 41                          | |
| ヴェルナー・バアク                               | ドイツ           | ドイツ空軍                              | 41                          | |
| ヴィルヘルム・バルタザール                       | ドイツ           | ドイツ空軍                              | 40                          | スペイン内戦で7機撃墜。 |
| エッカート・ヴィルヘルム・フォン・ボニン         | ドイツ           | ドイツ空軍                              | 39                          | フーベルタス・フォン・ボニンの弟。 |
| エデュアルト・トラット                           | ドイツ           | ドイツ空軍                              | 38                          | |
| ペーター・ブレマー                               | ドイツ           | ドイツ空軍                              | 38                          | |
| ハインツ・ブレタナッツ                           | ドイツ           | ドイツ空軍                              | 37                          | |
| クラウス・ノイマン                               | ドイツ           | ドイツ空軍                              | 37                          | |
| ハインツ・クノーケ                               | ドイツ           | ドイツ空軍                              | 33                          | |
| ギュンター・ヴェグマン                           | ドイツ           | ドイツ空軍                              | 33                          | |
| フリードリヒ＝カール・ミュラー                   | ドイツ           | ドイツ空軍                              | 30                          | |
| ハンス＝カール・マイヤー                         | ドイツ           | ドイツ空軍                              | 31                          | スペイン内戦で8機撃墜。 |
| エリック・バルツ                                 | ドイツ           | ドイツ空軍                              | 30                          | |
| パウル・ブラント                                 | ドイツ           | ドイツ空軍                              | 30                          | |
| フランツ・ブラジーコ                             | ドイツ           | ドイツ空軍                              | 30                          | |
| カール＝ハインツ・ランガー                       | ドイツ           | ドイツ空軍                              | 30                          | |
| ギュンター・ベルトラム                           | ドイツ           | ドイツ空軍                              | 29                          | |
| アントン・ベニング                               | ドイツ           | ドイツ空軍                              | 28                          | 通称「トニ」。 |
| ハンス・ハインリヒ・ケーニヒ                     | ドイツ           | ドイツ空軍                              | 28                          | |
| エルンスト・アンドレス                           | ドイツ           | ドイツ空軍                              | 28                          | |
| アルフレート・バルク                             | ドイツ           | ドイツ空軍                              | 28                          | |
| ホルスト・リッパート                             | ドイツ           | ドイツ空軍                              | 28                          | 『星の王子さま』作者としても知られる自由フランス空軍少佐アントワーヌ・ド・サン＝テグジュペリを撃墜したと証言、但し戦後引き上げられた偵察機に弾痕はなかった。 |
| マックス・ブッフホルツ                           | ドイツ           | ドイツ空軍                              | 28                          | |
| ヴィリ・レシュケ                                 | ドイツ           | ドイツ空軍                              | 28                          | 2017年7月5日没。 |
| ルドルフ・ブッシュ                               | ドイツ           | ドイツ空軍                              | 27機以上撃墜の可能性あり    | |
| ハインツ・バイエル                               | ドイツ           | ドイツ空軍                              | 27                          | |
| フランツ・スティグラー                           | ドイツ           | ドイツ空軍                              | 26                          | チャーリー・ブラウンとフランツ・スティグラー事件のドイツ側当事者。 |
| エミール・クレイド                               | ドイツ           | ドイツ空軍                              | 26                          | |
| ヴォルフガング・リッパート                       | ドイツ           | ドイツ空軍                              | 25                          | スペイン内戦で5機撃墜。 |
| エゴン・アルブレヒト                             | ドイツ           | ドイツ空軍                              | 25                          | |
| ルートヴィヒ・ベロフ                             | ドイツ           | ドイツ空軍                              | 25                          | |
| ハリー・フォン・ビューロウ＝ボートカンプ         | ドイツ           | ドイツ空軍                              | 24                          | 第一次大戦にも従軍。生涯撃墜数30機。 |
| ヴァルター・アドルフ                             | ドイツ           | ドイツ空軍                              | 24                          | スペイン内戦で1機撃墜。4機も未公認。 |
| ロルフ・カルトラック                             | ドイツ           | ドイツ空軍                              | 24                          | 内、スペイン内戦 3機撃墜 |
| フリッツ・ミュラー                               | ドイツ           | ドイツ空軍                              | 23                          | |
| ロルフ・ピンゲル                                 | ドイツ           | ドイツ空軍                              | 22                          | スペイン内戦で6機撃墜。 |
| アルトュル・ベーゼ                               | ドイツ           | ドイツ空軍                              | 22                          | |
| フランツ・フォン・ヴェラ                         | ドイツ           | ドイツ空軍                              | 21                          | カナダの捕虜収容所を脱走してドイツ本国へ無事帰還したことで知られる。 |
| ヘルムート・フェリクス・ボルツ                   | ドイツ           | ドイツ空軍                              | 20                          | スペイン内戦で3機撃墜。 |
| ハンス・バルシュヴィンガー                       | ドイツ           | ドイツ空軍                              | 20                          | |
| ハインツ・ヘルムート・バウダッハ                 | ドイツ           | ドイツ空軍                              | 20                          | |
| パウル・ベッカー                                 | ドイツ           | ドイツ空軍                              | 19                          | |
| テオドール・ロジヴァル                           | オーストリア     | ドイツ空軍                              | 17                          | スペイン内戦で2機撃墜。 |
| パウル・ガーランド                               | ドイツ           | ドイツ空軍                              | 17                          | アドルフ・ガーランドの弟。 |
| ヨハン・シャルク                                 | オーストリア     | ドイツ空軍                              | 15                          | 最初のドイツ空軍名誉杯受章者 |
| ソーフス・バーグ                                 | ドイツ           | ドイツ空軍                              | 14                          | |
| ギュンター・ヴェークマン                         | ドイツ           | ドイツ空軍                              | 14                          | |
| ヴォルフガング・シェルマン                       | ドイツ           | ドイツ空軍                              | 13                          | スペイン内戦で12機撃墜。 |
| ヴァルター・グラブマン                           | ドイツ           | ドイツ空軍                              | 13                          | スペイン内戦で7機撃墜。 |
| エーリヒ・グロート                               | ドイツ           | ドイツ空軍                              | 13                          | |
| ヨーゼフ・カイル                                 | ドイツ           | ドイツ空軍                              | 12                          | フォッケウルフ Ta152で5機を撃墜。本機種では唯一のエース。 |
| ハインツ・ナッケ                                 | ドイツ           | ドイツ空軍                              | 12                          | |
| ピーター・ホーン                                 | デンマーク       | ドイツ空軍                              | 10〜11                      | ドイツ空軍に所属したデンマーク人としてはトップエース。 |
| イロ・イルク                                     | ドイツ           | ドイツ空軍                              | 10                          | |
| ハンス・ウルリッヒ・ルーデル                     | ドイツ           | ドイツ空軍                              | 9                           | 騎士鉄十字章の最高位勲章「黄金柏葉剣付ダイヤモンド騎士鉄十字勲章」の唯一の受賞者。通称「ソ連人民最大の敵」「スツーカ大佐」。本来は急降下爆撃機のパイロットである。撃墜戦果はFw190と、スツーカG型に搭載されていた37mm砲によるもの。また、対空砲による被撃墜も30回記録されている。なお、本人は戦果贈与・過小報告、無断出撃を繰り返していた為、実際には9機以上撃墜している可能性がある。 |
| ヴィクトル・メルダース                           | ドイツ           | ドイツ空軍                              | 9                           | ヴェルナー・メルダースの3つ違いの弟 |
| エーリヒ・ビュットナー                           | ドイツ           | ドイツ空軍                              | 8                           | |
| エーリヒ・ミックス                               | ドイツ           | ドイツ空軍                              | 8                           | 戦後、ヴィースバーデン市長に就任（1954年2月25日 - 1960年2月25日）。 |
| ハンス・ディーター・ヴァイス                     | ドイツ           | ドイツ空軍                              | 8                           | |
| ローレンツ・アンダーソン                         | ドイツ           | ドイツ空軍                              | 8                           | |
| ヘルムート・レンナルツ                           | ドイツ           | ドイツ空軍                              | 8                           | 8機以上撃墜の可能性あり |
| ヴォルフガング・ファルク                         | ドイツ           | ドイツ空軍                              | 7                           | 「夜間戦闘機隊の父」 |
| アルフレート・アンブス                           | ドイツ           | ドイツ空軍                              | 7                           | |
| カール・ハインツ・ベッカー                       | ドイツ           | ドイツ空軍                              | 7                           | |
| ヘルムート・エバスペヒャー                       | ドイツ           | ドイツ空軍                              | 7                           | |
| フランツ・コスター                               | ドイツ           | ドイツ空軍                              | 7                           | |
| テオドール・オステルカンプ                       | ドイツ           | ドイツ空軍                              | 6                           | 第一次世界大戦で32機撃墜。 |
| ペーター・アンデル                               | ドイツ           | ドイツ空軍                              | 6                           | |
| ヨーゼフ・ハイム                                 | ドイツ           | ドイツ空軍                              | 5                           | |
| アルフレート・シュライバー                       | ドイツ           | ドイツ空軍                              | 5                           | |
| ウルリヒ・シュタインヒルパー                     | ドイツ           | ドイツ空軍                              | 5                           | |
| 上坊良太郎                                       | 日本             | 大日本帝国陸軍                          | 76                          | 日本陸軍のトップ・エース。うち12機はB-29。 |
| 篠原弘道                                         | 日本             | 大日本帝国陸軍                          | 58                          | 通称「東洋のリヒトホーフェン」。ノモンハン事変における最多撃墜者 |
| 穴吹智                                           | 日本             | 大日本帝国陸軍                          | 51                          | 通称「白色電光戦闘穴吹」「運の穴吹」「ビルマの桃太郎」。飛行第50戦隊三羽烏の一人。 |
| 坂川敏雄                                         | 日本             | 大日本帝国陸軍                          | 49+                         | |
| 仲田義彦                                         | 日本             | 大日本帝国陸軍                          | 45+                         | |
| 尾崎中和                                         | 日本             | 大日本帝国陸軍                          | 40+                         | 通称「B-24撃墜王」。 |
| 神戸登                                           | 日本             | 大日本帝国陸軍                          | 40+                         | |
| 島田健二                                         | 日本             | 大日本帝国陸軍                          | 40                          | 通称「紅脚の荒鷲」。 |
| 佐々木勇                                         | 日本             | 大日本帝国陸軍                          | 38+                         | 通称「腕の佐々木」。飛行第50戦隊三羽烏の一人。陸軍航空審査部のテスト・パイロットとしても活躍。 |
| 垂井光義                                         | 日本             | 大日本帝国陸軍                          | 38                          | |
| 黒木為義                                         | 日本             | 大日本帝国陸軍                          | 33                          | |
| 安間克己                                         | 日本             | 大日本帝国陸軍                          | 32                          | |
| 金井守告                                         | 日本             | 大日本帝国陸軍                          | 32                          | ノモンハン航空戦当時は篠原弘道の僚機を多く務めた。 |
| 樫出勇                                           | 日本             | 大日本帝国陸軍                          | 32                          | B-29最多撃墜者（26機）。愛機は二式複座戦闘機。所属部隊は「屠龍部隊」の通称で知られる飛行第4戦隊。 |
| 古賀貞                                           | 日本             | 大日本帝国陸軍                          | 31                          | |
| 黒江保彦                                         | 日本             | 大日本帝国陸軍                          | 30+                         | 通称「魔のクロエ」。陸軍航空審査部のテスト・パイロットとしても活躍。 |
| 安田義人                                         | 日本             | 大日本帝国陸軍                          | 30+                         | |
| 竹内正吾                                         | 日本             | 大日本帝国陸軍                          | 30+                         | ニューギニア戦線トップ・エース。愛機の三式戦闘機「飛燕」に、パーソナルマーク・撃墜マークとして「赤鷲・赤鷲の片翼（飛行第64戦隊附時代のもの）」を描いていたことでも有名。 |
| 小野崎凞                                         | 日本             | 大日本帝国陸軍                          | 28                          | |
| 青柳豊                                           | 日本             | 大日本帝国陸軍                          | 28                          | |
| 隅野五市                                         | 日本             | 大日本帝国陸軍                          | 27                          | |
| 木村孝二                                         | 日本             | 大日本帝国陸軍                          | 26                          | |
| 宮本五郎                                         | 日本             | 大日本帝国陸軍                          | 26                          | |
| 吉良勝秋                                         | 日本             | 大日本帝国陸軍                          | 25                          | |
| 原口吉五郎                                       | 日本             | 大日本帝国陸軍                          | 24                          | |
| 花田富男                                         | 日本             | 大日本帝国陸軍                          | 23                          | |
| 大塚善三郎                                       | 日本             | 大日本帝国陸軍                          | 23                          | |
| 加藤正治                                         | 日本             | 大日本帝国陸軍                          | 23                          | |
| 石塚徳康                                         | 日本             | 大日本帝国陸軍                          | 23                          | |
| 青木根晳                                         | 韓国             | 大日本帝国陸軍                          | 23                          | 本名李根晳。日中戦線で18機、南方戦線で5機撃墜。後の韓国空軍創設メンバーの一人。 |
| 梶並進                                           | 日本             | 大日本帝国陸軍                          | 22                          | |
| 木村定光                                         | 日本             | 大日本帝国陸軍                          | 22                          | 樫出勇と並び称されるB-29撃墜王。 |
| 岩橋譲三                                         | 日本             | 大日本帝国陸軍                          | 21                          | 愛称「ガンちゃん」。開発当初から四式戦闘機「疾風」のテスト・パイロットを務め、同機を装備し「菊水紋」を部隊マークとした飛行第22戦隊長となった。 |
| 東郷三郎                                         | 日本             | 大日本帝国陸軍                          | 21                          | |
| 南郷茂男                                         | 日本             | 大日本帝国陸軍                          | 20+                         | 「ニューギニアは南郷で保つ」と謳われた。日中戦争で戦死した海軍の南郷茂章を兄にもつ、兄弟エース・パイロット。 |
| 斎藤千代治                                       | 日本             | 大日本帝国陸軍                          | 20+                         | |
| 斎藤正吾                                         | 日本             | 大日本帝国陸軍                          | 20+                         | |
| 石川貫之                                         | 日本             | 大日本帝国陸軍                          | 19                          | 飛行第246戦隊長を務め、戦後は第10代航空幕僚長。 |
| 大房養次郎                                       | 日本             | 大日本帝国陸軍                          | 19                          | |
| 山口文一                                         | 日本             | 大日本帝国陸軍                          | 19                          | |
| 加藤建夫                                         | 日本             | 大日本帝国陸軍                          | 18+                         | 通称「軍神加藤少将」「隼戦闘隊長」。一式戦闘機「隼」を装備した飛行第64戦隊「加藤隼戦闘隊」戦隊長として、太平洋戦時当時の日本国内において最も有名なエース・パイロット。 |
| 若松幸禧                                         | 日本             | 大日本帝国陸軍                          | 18+                         | 通称「赤鼻のエース」「赤ダルマ隊長」「マスタング・キラー」。一兵卒から佐官にまで昇進した。 |
| 下川幸雄                                         | 日本             | 大日本帝国陸軍                          | 16                          | 通称「度胸の下川」。飛行第50戦隊三羽烏の一人。 |
| 中村三郎                                         | 日本             | 大日本帝国陸軍                          | 15                          | |
| 広畑富男                                         | 日本             | 大日本帝国陸軍                          | 14                          | 愛機の一式戦「隼」の胴体横に、パーソナルマークとして大きく「飛翔する鳥」を描いていたことでも有名。 |
| 伊藤藤太郎                                       | 日本             | 大日本帝国陸軍                          | 13+                         | 撃墜スコアの全てが四発爆撃機（B-24およびB-29）。二式複座戦闘機を愛機とした。 |
| 白井長雄                                         | 日本             | 大日本帝国陸軍                          | 13                          | 飛行第244戦隊のトップ・エース。 |
| 宮辺英夫                                         | 日本             | 大日本帝国陸軍                          | 12+                         | 飛行第64戦隊最後の戦隊長。 |
| 池沢十四三                                       | 日本             | 大日本帝国陸軍                          | 12                          | |
| 小林照彦                                         | 日本             | 大日本帝国陸軍                          | 12                          | |
| 小林初優                                         | 日本             | 大日本帝国陸軍                          | 12                          | 撃墜記録の全てがB-29のエース。 |
| 檜與平                                           | 日本             | 大日本帝国陸軍                          | 12                          | 通称「鉄脚のエース」「隻脚のエース」「義足のエース」。右足義足のエース。 |
| 四至本広之烝                                     | 日本             | 大日本帝国陸軍                          | 11                          | 飛行第1戦隊最後の戦隊長。 |
| 市川忠一                                         | 日本             | 大日本帝国陸軍                          | 10                          | |
| 小川誠                                           | 日本             | 大日本帝国陸軍                          | 9                           | 「翼を広げた鷲」の撃墜マークで有名。 |
| 小田喜一                                         | 日本             | 大日本帝国陸軍                          | 9                           | |
| 坂井菴                                           | 日本             | 大日本帝国陸軍                          | 9                           | 15機説あり。 |
| 広瀬吉雄                                         | 日本             | 大日本帝国陸軍                          | 9                           | |
| 金丸貞三                                         | 日本             | 大日本帝国陸軍                          | 8                           | |
| 池田赳夫                                         | 日本             | 大日本帝国陸軍                          | 7+                          | 異例の陸海軍航空科。特務試作機パイロット。 |
| 吉田好雄                                         | 日本             | 大日本帝国陸軍                          | 6+                          | 「翼を生やしたB29の文字（官姓名と撃墜日付を併記）」の撃墜マークでも有名。 |
| 鷲見忠夫                                         | 日本             | 大日本帝国陸軍                          | 6                           | うち5機はB29 |
| 佐伯虎吉                                         | 日本             | 大日本帝国陸軍                          | 5                           | 二式複座戦闘機搭乗員。後部機銃座の所澤龍之介は個人撃墜2機。 |
| 岩本徹三                                         | 日本             | 大日本帝国海軍                          | 202（単独80機以上）         | 「零戦虎徹」。202機は本人の手記による。この他中国戦線で14機を撃墜。戦果の大半はラバウルで、4発重爆を含む確実141機を報告している。 |
| 西沢広義                                         | 日本             | 大日本帝国海軍                          | 143 (単独87機とも36機とも） | 数字は公認記録。通称「ラバウルの魔王」。 |
| 福本繁夫                                         | 日本             | 大日本帝国海軍                          | 72                          | |
| 杉田庄一                                         | 日本             | 大日本帝国海軍                          | 70                          | 通称「闘魂の塊」。 「海軍甲事件」における6機の護衛戦闘機搭乗員のひとり。 |
| 奥村武雄                                         | 日本             | 大日本帝国海軍                          | 54                          | |
| 大原亮治                                         | 日本             | 大日本帝国海軍                          | 48                          | |
| 藤田怡与蔵                                       | 日本             | 大日本帝国海軍                          | 39                          | ミッドウェイ海戦において一日で10機を撃墜した記録を持つ。 |
| 太田敏夫                                         | 日本             | 大日本帝国海軍                          | 34                          | |
| 杉野計雄                                         | 日本             | 大日本帝国海軍                          | 32                          | |
| 武藤金義                                         | 日本             | 大日本帝国海軍                          | 30                          | 通称「空の宮本武蔵」。愛称は「ムトキンさん」。 |
| 坂井三郎                                         | 日本             | 大日本帝国海軍                          | 28                          | 数字は公認記録。アメリカで出版された「SAMURAI」の共同著者が宮本武蔵の故事から創作した64の撃墜数も知られている。坂井自身は20機から80機ぐらいと答えている。 |
| 笹井醇一                                         | 日本             | 大日本帝国海軍                          | 27                          | 数字は公認記録。共同撃墜は187機。通称「軍鶏」「ラバウルの貴公子」「ラバウルのリヒトホーフェン」。戦死直前に実家に宛てて送った手紙の中では54機撃墜と記す。 |
| 赤松貞明                                         | 日本             | 大日本帝国海軍                          | 27                          | 愛称「松ちゃん」。酒に酔った際には「350機墜とした」、素面の時は「260機墜とした」と言い続けた。 |
| 荻谷信男                                         | 日本             | 大日本帝国海軍                          | 26                          | |
| 菅野直                                           | 日本             | 大日本帝国海軍                          | 25                          | 通称「ブルドッグ」。協同戦果や撃破を含めた数は72機。 |
| 伊藤清                                           | 日本             | 大日本帝国海軍                          | 23                          | |
| 岩井勉                                           | 日本             | 大日本帝国海軍                          | 22                          | 重慶での零戦初空戦に参加。通称「ゼロファイターゴッド」。 |
| 日高義巳                                         | 日本             | 大日本帝国海軍                          | 20                          | 「海軍甲事件」における6機の護衛戦闘機搭乗員のひとり。 |
| 羽藤一志                                         | 日本             | 大日本帝国海軍                          | 19                          | 通称「ポッポ」。 |
| 松場秋夫                                         | 日本             | 大日本帝国海軍                          | 18                          | |
| 小町定                                           | 日本             | 大日本帝国海軍                          | 18                          | 32機撃墜説あり。 |
| 谷水竹雄                                         | 日本             | 大日本帝国海軍                          | 18                          | 「アメリカ軍機の国籍標識に矢」という撃墜マークで戦後有名に。実際の撃墜数は32機ともいわれる。 |
| 塩川照成                                         | 日本             | 大日本帝国海軍                          | 18                          | 被撃墜2回、生還。 |
| 本田稔                                           | 日本             | 大日本帝国海軍                          | 17                          | 2021年没 |
| 増山正男                                         | 日本             | 大日本帝国海軍                          | 17                          | |
| 甲木清実                                         | 日本             | 大日本帝国海軍                          | 16                          | 水上機で体当たり1機を含む5機～7機を撃墜。零観、二式水戦など多くの機種を乗りこなした。 |
| 宮野善治郎                                       | 日本             | 大日本帝国海軍                          | 16                          | |
| 渡辺秀夫                                         | 日本             | 大日本帝国海軍                          | 16                          | |
| 南義美                                           | 日本             | 大日本帝国海軍                          | 15                          | |
| 遠藤桝秋                                         | 日本             | 大日本帝国海軍                          | 14                          | |
| 羽切松雄                                         | 日本             | 大日本帝国海軍                          | 13                          | 通称「ヒゲの羽切」。 |
| 古賀清澄                                         | 日本             | 大日本帝国海軍                          | 13                          | 海軍航空隊最初のエース・パイロット。 |
| 樫村寛一                                         | 日本             | 大日本帝国海軍                          | 13                          | 「片翼帰還の樫村」の二つ名で有名。公認記録は10機。 |
| 小高登貫                                         | 日本             | 大日本帝国海軍                          | 13                          | 通称「トッカン兵曹」。協同撃墜を含めた総合戦果は105機といわれる。 |
| 半田亘理                                         | 日本             | 大日本帝国海軍                          | 13                          | |
| 宮崎勇                                           | 日本             | 大日本帝国海軍                          | 13                          | |
| 近藤政市                                         | 日本             | 大日本帝国海軍                          | 13                          | |
| 磯崎千利                                         | 日本             | 大日本帝国海軍                          | 12                          | |
| 角田和男                                         | 日本             | 大日本帝国海軍                          | 12                          | 他に日中戦争で1機。 |
| 佐々木原正夫                                     | 日本             | 大日本帝国海軍                          | 12                          | |
| 日高初男                                         | 日本             | 大日本帝国海軍                          | 11                          | |
| 山下小四郎                                       | 日本             | 大日本帝国海軍                          | 11                          | 重慶における零戦初空戦において一挙5機を撃墜。 |
| 山本一郎                                         | 日本             | 大日本帝国海軍                          | 11                          | |
| 相生高秀                                         | 日本             | 大日本帝国海軍                          | 10                          | |
| 笠井智一                                         | 日本             | 大日本帝国海軍                          | 10                          | 杉田庄一の僚機を務めていたことでも知られる。2021年没 |
| 望月勇                                           | 日本             | 大日本帝国海軍                          | 10                          | 空中戦における「ひねりこみ戦法」の開発者。 |
| 森貢                                             | 日本             | 大日本帝国海軍                          | 9+                          | |
| 白根斐夫                                         | 日本             | 大日本帝国海軍                          | 9                           | 白根竹介の息子。 |
| 小田喜一                                         | 日本             | 大日本帝国海軍                          | 9                           | |
| 原田要                                           | 日本             | 大日本帝国海軍                          | 9                           | |
| 福井義男                                         | 日本             | 大日本帝国海軍                          | 9                           | 日中戦争では2機撃墜。 |
| 柳谷謙治                                         | 日本             | 大日本帝国海軍                          | 8                           | 「海軍甲事件」における6機の護衛戦闘機搭乗員のうち、唯一終戦まで生き残った。 |
| 蝶野仁郎                                         | 日本             | 大日本帝国海軍                          | 7                           | |
| 鴛淵孝                                           | 日本             | 大日本帝国海軍                          | 6                           | |
| 黒鳥四朗                                         | 日本             | 大日本帝国海軍                          | 6                           | 撃墜は全てB-29である。昭和20年5月25日、一夜にしてB-29を5機撃墜。 |
| 柿本円次                                         | 日本             | 大日本帝国海軍                          | 5                           | 開戦後豪州軍の捕虜となり、カウラ事件指導者の一人となる。 |
| 兼子正                                           | 日本             | 大日本帝国海軍                          | 5                           | 日中戦争での撃墜数を含めれば生涯撃墜数14機。 |
| 鈴木實                                           | 日本             | 大日本帝国海軍                          | 5                           | 日中戦争でも3機を撃墜。 |
| 森岡寛                                           | 日本             | 大日本帝国海軍                          | 5                           | 「義手の撃墜王」 。本土防空戦で左手を失うも義手を装着し戦闘に復帰。1945年8月15日に5機目の撃墜戦果を挙げ、海軍最後の撃墜王となった。 |
| 林喜重                                           | 日本             | 大日本帝国海軍                          | 5                           | |
| イルマリ・ユーティライネン                       | フィンランド     | フィンランド空軍                        | 94                          | 通称「無傷の撃墜王」。 |
| ハンス・ウィンド                                 | フィンランド     | フィンランド空軍                        | 75                          | |
| エイノ・アンテロ・ルーッカネン                   | フィンランド     | フィンランド空軍                        | 56                          | |
| ウルホ・サカリ・レヘトヴァーラ                   | フィンランド     | フィンランド空軍                        | 44+1⁄2                      | 記録によっては下記のオイヴァ・トゥオミネンと順位が前後する。 |
| オイヴァ・トゥオミネン                           | フィンランド     | フィンランド空軍                        | 44                          | |
| オリ・ブハーカ                                   | フィンランド     | フィンランド空軍                        | 41                          | |
| ニルス・カタヤイネン                             | フィンランド     | フィンランド空軍                        | 35+1⁄2                      | 通称「ついてないカタヤイネン」。 |
| ラウリ・ニッシネン                               | フィンランド     | フィンランド空軍                        | 28+1⁄2                      | |
| ラウリ・ペクリ                                   | フィンランド     | フィンランド空軍                        | 18+1⁄2                      | |
| ヨルマ・サルヴァント                             | フィンランド     | フィンランド空軍                        | 17                          | 4分間で6機の爆撃機を撃墜。 |
| イヴァーン・コジェドゥーブ                       | ソビエト連邦     | 赤色空軍                                | 62                          | |
| アレクサンドル・ポクルィシュキン                 | ソビエト連邦     | 赤色空軍                                | 59                          | |
| ニコライ・グライエフ                             | ソビエト連邦     | 赤色空軍                                | 57                          | 射撃の名手。砲術士として乗り組んだ時の撃墜数は14機。 |
| グリゴーリー・レチカロフ                         | ソビエト連邦     | 赤色空軍                                | 56                          | |
| キリル・イェフスティグニェフ                     | ソビエト連邦     | 赤色空軍                                | 53                          | |
| アルセニー・ヴォロジェーイキン                   | ソビエト連邦     | 赤色空軍                                | 52                          | |
| ディミトリー・グリンカ                           | ソビエト連邦     | 赤色空軍                                | 50                          | |
| アレクサンドル・コルドゥノーフ                   | ソビエト連邦     | 赤色空軍                                | 46                          | |
| ニコライ・スコモローホフ                         | ソビエト連邦     | 赤色空軍                                | 46                          | |
| ウラジーミル・ボブロフ                           | ソビエト連邦     | 赤色空軍                                | 43                          | |
| ゲオルギー・コストゥイレフ                       | ソビエト連邦     | 赤色空軍                                | 43                          | |
| ヴィタリー・ポプコフ                             | ソビエト連邦     | 赤色空軍                                | 41                          | |
| アレクセイ・アレリューヒン                       | ソビエト連邦     | 赤色空軍                                | 40                          | |
| ウラジーミル・セロフ                             | ソビエト連邦     | 赤色空軍                                | 39                          | |
| ワシーリー・ゴルベフ                             | ソビエト連邦     | 赤色空軍                                | 39                          | |
| ピョートル・ポクルィシェフ                       | ソビエト連邦     | 赤色空軍                                | 38                          | |
| イヴァン・ババーク                               | ソビエト連邦     | 赤色空軍                                | 37                          | |
| セルゲイ・ルガンスキー                           | ソビエト連邦     | 赤色空軍                                | 37                          | |
| アナトリー・ドルギフ                             | ソビエト連邦     | 赤色空軍                                | 36                          | |
| イヴァン・フョードロフ                           | ソビエト連邦     | 赤色空軍                                | 36                          | |
| パーヴェル・カモジン                             | ソビエト連邦     | 赤色空軍                                | 35                          | |
| ウラジーミル・ラヴリネンコフ                     | ソビエト連邦     | 赤色空軍                                | 35                          | |
| アレクセイ・レシェトフ                           | ソビエト連邦     | 赤色空軍                                | 35                          | |
| フョードル・チュブコフ                           | ソビエト連邦     | 赤色空軍                                | 34                          | |
| ピョートル・グニド                               | ソビエト連邦     | 赤色空軍                                | 34                          | |
| アレクサンドル・コチェトフ                       | ソビエト連邦     | 赤色空軍                                | 34                          | |
| イヴァン・スィトフ                               | ソビエト連邦     | 赤色空軍                                | 34                          | |
| アレクセイ・スミルノフ                           | ソビエト連邦     | 赤色空軍                                | 34                          | |
| ワシーリー・ザイツェフ                           | ソビエト連邦     | 赤色空軍                                | 34                          | |
| ミハイル・コメルコフ                             | ソビエト連邦     | 赤色空軍                                | 33                          | |
| イヴァン・ステパネンコ                           | ソビエト連邦     | 赤色空軍                                | 33                          | |
| アンドレイ・ボロヴィフ                           | ソビエト連邦     | 赤色空軍                                | 32                          | |
| ニコライ・クラスノフ                             | ソビエト連邦     | 赤色空軍                                | 32                          | |
| アンドレイ・クラーギン                           | ソビエト連邦     | 赤色空軍                                | 32                          | |
| アレクセイ・リャザーノフ                         | ソビエト連邦     | 赤色空軍                                | 32                          | |
| ミハイル・バラノフ                               | ソビエト連邦     | 赤色空軍                                | 31                          | |
| パーヴェル・ゴロヴァチョフ                       | ソビエト連邦     | 赤色空軍                                | 31                          | |
| アレクサンドル・クルボフ                         | ソビエト連邦     | 赤色空軍                                | 31                          | |
| ワシーリー・マルコフ                             | ソビエト連邦     | 赤色空軍                                | 31                          | |
| アレクサンドル・シトコフスキー                   | ソビエト連邦     | 赤色空軍                                | 31                          | |
| アレクサンドル・クマニチキン                     | ソビエト連邦     | 赤色空軍                                | 31                          | |
| アメト＝ハン・スルタン                           | ソビエト連邦     | 赤色空軍                                | 30                          | |
| フョードル・アルキペンコ                         | ソビエト連邦     | 赤色空軍                                | 30                          | |
| アレクセイ・チュリーリン                         | ソビエト連邦     | 赤色空軍                                | 30                          | |
| ウラジーミル・デニセンコ                         | ソビエト連邦     | 赤色空軍                                | 30                          | |
| ニコライ・ドゥナエフ                             | ソビエト連邦     | 赤色空軍                                | 30                          | |
| パーヴェル・タラソフ                             | ソビエト連邦     | 赤色空軍                                | 30                          | |
| ボリス・サフォーノフ                             | ソビエト連邦     | 赤色空軍                                | 25                          | |
| セルゲイ・グリツェヴェーツ                       | ソビエト連邦     | 赤色空軍                                | 24                          | スペイン内戦での戦果も合わせると単独・共同合わせ42機。 |
| レフ・シェスタコフ                               | ソビエト連邦     | 赤色空軍                                | 23                          | ルーデルが撃墜したとされるパイロット。第二次大戦では単独撃墜15機、共同撃墜11機の戦果を挙げ、スペイン内戦での戦果を合わせると単独撃墜23機、共同撃墜42機となる。 |
| アレクセイ・リャザンツェフ                       | ソビエト連邦     | 赤色空軍                                | 15                          | 単独撃墜15機・共同撃墜1機。 |
| コンスタンティン・コキナキ                       | ソビエト連邦     | 赤色空軍                                | 14                          | 日中戦争で個人3・共同4機、第二次大戦で個人4、共同3機。テストパイロットとしても著名。 |
| リディア・リトヴァク                             | ソビエト連邦     | 赤色空軍                                | 12                          | 女性のエース。通称「リーリャ（白ユリ）」「スターリングラードの白薔薇」。 |
| エカテリーナ・ブダノワ                           | ソビエト連邦     | 赤色空軍                                | 11                          | 女性のエース。 |
| ニコライ・ヴラソフ                               | ソビエト連邦     | 赤色空軍                                | 10                          | ドイツ軍の捕虜になり、マウトハウゼン強制収容所にて死亡 |
| フランコ・ルッキーニ                             | イタリア         | イタリア空軍                            | 26                          | |
| アドリアーノ・ヴィスコンティ                     | イタリア         | イタリア空軍                            | 26                          | |
| テレシオ・マルティノーリ                         | イタリア         | イタリア空軍                            | 23                          | |
| レオナルド・フェルリ                             | イタリア         | イタリア空軍                            | 20                          | |
| フランコ・ボルドーリ＝ビスレッリ                 | イタリア         | イタリア空軍                            | 19                          | |
| フェルナンド・マルヴェッツィ                     | イタリア         | イタリア空軍                            | 10                          | |
| コンスタンティン・カンタクジノ                   | ルーマニア       | ルーマニア空軍                          | 53+1                        | ルーマニア空軍のトップ・エース。 |
| アレクサンドル・シェルバネスク                   | ルーマニア       | ルーマニア空軍                          | 52                          | 連合軍機に対するトップ・エース。 |
| イオアン・ミル                                   | ルーマニア       | ルーマニア空軍                          | 37+1                        | |
| マト・デュコヴァク                               | クロアチア       | クロアチア独立国空軍                    | 44                          | クロアチア人のトップ・エース。 |
| シヴィタン・ガリク                               | クロアチア       | クロアチア独立国空軍                    | 38                          | |
| フランジョ・ディザル                             | クロアチア       | クロアチア独立国空軍                    | 16                          | |
| アルビン・スターク                               | クロアチア       | クロアチア独立国空軍                    | 11                          | |
| リチャード・ボング                               | アメリカ         | アメリカ陸軍航空軍                      | 40                          | 第二次世界大戦におけるアメリカ軍のトップ・エース。 |
| トーマス・マクガイア                             | アメリカ         | アメリカ陸軍航空軍                      | 38                          | |
| フランシス・スタンリー・ガブレスキー             | アメリカ         | アメリカ陸軍航空軍                      | 28                          | ポーランド系アメリカ人。ヨーロッパ戦線でのアメリカ軍トップエース。朝鮮戦争ではさらにジェット戦闘機6.5機の撃墜公認がある。 |
| ロバート・サミュエル・ジョンソン                 | アメリカ         | アメリカ陸軍航空軍                      | 27                          | 近年まで28機撃墜とされていたが、算定方式の違いで27機となった。わずか91回の出撃での記録であり、出撃回数に対する撃墜数はハルトマンよりも上で、世界でもトップクラスである。 |
| ニール・カービィ                                 | アメリカ         | アメリカ陸軍航空軍                      | 22                          | |
| ジェラルド・R・ジョンソン                        | アメリカ         | アメリカ陸軍航空軍                      | 22                          | 日本の降伏の翌月、公務移動中の事故により殉職。入間基地の旧称「ジョンソン基地」に名を残す。 |
| デビッド・リー・ヒル                             | アメリカ         | アメリカ合衆国義勇軍/アメリカ陸軍航空軍 | 18                          | アメリカ合衆国義勇軍からアメリカ陸軍航空軍へ移籍。撃墜数のうち6機は陸軍時代のもの |
| バド・アンダーソン                               | アメリカ         | アメリカ陸軍航空軍                      | 16+1⁄2                      | |
| ジョージ・S・ウェルチ                            | アメリカ         | アメリカ陸軍航空軍                      | 16                          | 真珠湾攻撃時に日本軍機を迎撃。後にF-86のテスト・パイロットを務めた。 |
| ロバート・ニール                                 | アメリカ         | アメリカ合衆国義勇軍                    | 13                          | アメリカ合衆国義勇軍トップエース |
| チャック・イェーガー                             | アメリカ         | アメリカ陸軍航空軍                      | 11+1⁄2                      | 水平飛行で音速を超えた世界初の人間。ジェット戦闘機初撃墜者。 |
| フレッド・オ                                     | アメリカ         | アメリカ陸軍航空軍                      | 6                           | 韓国系アメリカ人。アジア系アメリカ人エースパイロット。 |
| アーサー・チン                                   | アメリカ         | 中華民国空軍                            | 8+1⁄2                       | 中国系アメリカ人。第二次世界大戦初のアメリカ人エースパイロット。 |
| デヴィッド・マッキャンベル                       | アメリカ         | アメリカ海軍                            | 34                          | アメリカ海軍のトップエース。1944年6月19日のマリアナ沖航空戦においてF6Fで一挙13機を撃墜した。 |
| セシル・E・ハリス                                | アメリカ         | アメリカ海軍                            | 24                          | アメリカ海軍第2位。通称「Cece」「Speedbal」。イントレピッドの第18戦闘隊に所属し1日に4機撃墜を3回達成している。終戦後は前職である学校教師に戻ったが朝鮮戦争に伴い管理職として復帰している。 |
| ユジン・A・バレンシア Jr.                        | アメリカ         | アメリカ海軍                            | 23                          | アメリカ海軍第3位。 |
| アレキサンダー・ブラシウ                         | アメリカ         | アメリカ海軍                            | 19                          | |
| コーネリアス・N・ヌーイ                          | アメリカ         | アメリカ海軍                            | 19                          | 通称「Connie」。入隊前はニューヨーク州立農業研究所で園芸を学んでいた。 |
| パトリック・D・フレミング                        | アメリカ         | アメリカ海軍                            | 19                          | 通称「Pat」。終戦後は空軍に移りテストパイロットを務めた。B-52の最初の事故で死亡している。 |
| エドワード・オヘア                               | アメリカ         | アメリカ海軍                            | 7                           | アメリカ海軍初のエース。 |
| ジェームズ・パグ・サザーランド                   | アメリカ         | アメリカ海軍                            | 5                           | ガダルカナルにおいてF4Fで坂井三郎の零戦と交戦し撃墜されるも生還、後にエースパイロットとなった。 |
| ジョセフ・フォース                               | アメリカ         | アメリカ海兵隊                          | 26                          | 公認記録ではアメリカ海兵隊のトップエース。 |
| ロバート・ハンソン                               | アメリカ         | アメリカ海兵隊                          | 25                          | |
| グレゴリー・ボイントン                           | アメリカ         | アメリカ海兵隊                          | 22(28)                      | アメリカ海兵隊の公認記録は22機。 |
| ケネス・ウォルシュ                               | アメリカ         | アメリカ海兵隊                          | 21                          | |
| ドナルド・N・アルドリッチ                        | アメリカ         | アメリカ海兵隊                          | 20                          | |
| ジョン・L・スミス                                | アメリカ         | アメリカ海兵隊                          | 19                          | |
| マリオン・カール                                 | アメリカ         | アメリカ海兵隊                          | 18+1⁄2                      | 日本軍のエース笹井醇一中尉の撃墜で知られる。 |
| ジョニー・ジョンソン                             | イギリス         | イギリス空軍                            | 38                          | 公認記録では英空軍トップエース。 |
| ロバート・ローランド・スタンフォード・タック     | イギリス         | イギリス空軍                            | 29                          | 通称「不死身のタック」。 |
| ネヴィル・デューク                               | イギリス         | イギリス空軍                            | 29                          | |
| ジェームズ・ヘンリー・レイシー                   | イギリス         | イギリス空軍                            | 28                          | |
| ジョージ・ギルロイ                               | イギリス         | イギリス空軍                            | 25                          | |
| ダグラス・バーダー                               | イギリス         | イギリス空軍                            | 23                          | 通称「足無しバーダー」。両足義足のエース。 |
| ジェイムズ・ランキン                             | イギリス         | イギリス空軍                            | 22                          | |
| ジョン・カニンガム                               | イギリス         | イギリス空軍                            | 20                          | |
| ロバート・ドウ                                   | イギリス         | イギリス空軍                            | 16                          | |
| ジョン・チャールズ・ダンダス                     | イギリス         | イギリス空軍                            | 16                          | 当時ドイツ空軍トップエースであったヘルムート・ヴィックを撃墜したことで有名。直後にヴィックの僚機に撃墜され戦死した。 |
| ジョージ・アンウィン                             | イギリス         | イギリス空軍                            | 15                          | |
| テッド・ソーン                                   | イギリス         | イギリス空軍                            | 12                          | 戦果は全てデファイアントによるもので、後部機銃手のF・J・バーカーとの共同戦果。 |
| ピーター・タウンゼント                           | イギリス         | イギリス空軍                            | 11                          | 戦後マーガレット王女とのスキャンダルで有名に。 |
| ヒュー・スペンサー・ライル・ダンダス             | イギリス         | イギリス空軍                            | 10                          | 愛称「コッキー」。ジョン・チャールズ・ダンダスの弟で、兄弟でエース。 |
| ゴードン・コンウェイ                             | イギリス         | イギリス空軍                            | 7                           | 愛称「コニー」。 |
| ロアルド・ダール                                 | イギリス         | イギリス空軍                            | 5                           | 戦後は小説家として「チョコレート工場の秘密」（「チャーリーとチョコレート工場」原作）などを著し、また映画「007は二度死ぬ」「チキ・チキ・バン・バン」の脚本を手掛けた。 |
| ブレンダン・エイモン・ファーガス・フィヌケーン   | アイルランド     | イギリス空軍                            | 32                          | |
| ピエール・クロステルマン                         | フランス         | イギリス空軍                            | 33                          | 自由フランス政府軍所属・フランス人としてはトップ・エース。 |
| マルセル・アルベール                             | フランス         | イギリス空軍                            | 23                          | 東部戦線でソ連側に義勇兵として参戦。 |
| ジャン＝フランソワ・ドモゼー                     | フランス         | イギリス空軍                            | 21                          | |
| ピエール・ル・グローン                           | フランス         | フランス空軍                            | 18                          | |
| マーマデューク・パトル                           | 南アフリカ       | イギリス空軍                            | 51+                         | 第二次大戦中のイギリス空軍トップ・エース。 |
| アドルフ・マラン                                 | 南アフリカ       | イギリス空軍                            | 32                          | 入隊前は船乗りだったことから「セイラー・マラン」の通称がある。空戦の十則で知られる。 |
| ペトルス・フーゴ                                 | 南アフリカ       | イギリス空軍                            | 17                          | |
| ジョージ・F・バーリング                          | カナダ           | イギリス空軍                            | 31                          | 通称「スクリューボール」。 |
| ヘンリー・ウォーレス・マクラウド                 | カナダ           | カナダ空軍                              | 21                          | |
| クリブ・コールドウェル                           | オーストラリア   | オーストラリア空軍                      | 28+1⁄2                      | オーストラリア人トップ・エース。 |
| ケイス・トレスコット                             | オーストラリア   | オーストラリア空軍                      | 17                          | |
| エイドリアン・ゴールドスミス                     | オーストラリア   | オーストラリア空軍                      | 17                          | |
| ジョン・ヤラ                                     | オーストラリア   | オーストラリア空軍                      | 12                          | |
| コリン・フォークランド・グレイ                   | ニュージーランド | イギリス空軍                            | 27+1⁄2                      | ニュージーランド人トップ・エース。 |
| エヴァン・マッキー                               | ニュージーランド | イギリス空軍                            | 20                          | |
| レイモンド・ヘスリン                             | ニュージーランド | ニュージーランド空軍                    | 21+1⁄2                      | |
| アラン・クリストファー・ディーア                 | ニュージーランド | イギリス空軍                            | 22                          | |
| ブライアン・ジョン・カーベリー                   | ニュージーランド | イギリス空軍                            | 17                          | |
| ヤン・レジュニャーク                             | スロバキア       | スロバキア空軍                          | 32                          | スロバキア人トップ・エース。 |
| イジドル・コヴァーリク                           | スロバキア       | スロバキア空軍                          | 28                          | |
| ヤーン・ゲルトホフェル                           | スロバキア       | スロバキア空軍                          | 26                          | |
| セントジェルジ・デジェー                         | ハンガリー       | ハンガリー空軍                          | 30+1⁄2                      | ハンガリー空軍トップ・エース。 |
| デブレーディ・ジェルジ                           | ハンガリー       | ハンガリー空軍                          | 26                          | |
| トート・ラヨシュ                                 | ハンガリー       | ハンガリー空軍                          | 26                          | ハンガリー空軍第3位のエース。通称「ドラム」。158回の出撃で多くの勲章を得、叙勲の高さでは2位。戦後共産主義政権下で投獄、処刑された。 |
| モルナール・ラースロー                           | ハンガリー       | ハンガリー空軍                          | 25+1⁄2                      | 1944年1月8日の一日で4機を撃墜。 |
| ケニェレシュ・ミクローシュ                       | ハンガリー       | ハンガリー空軍                          | 18                          | |
| ファービアーン・イシュトヴァーン                 | ハンガリー       | ハンガリー空軍                          | 16+1⁄2                      | 通称「コポニャ（頭蓋骨）」。他に不確実6機。 |
| ポッチョンディ・ラースロー                       | ハンガリー       | ハンガリー空軍                          | 13                          | 一時エーリヒ・ハルトマンの僚機を務めた。 |
| カールマーン・イシュトヴァーン                   | ハンガリー       | ハンガリー空軍                          | 12                          | |
| マールナーッシ・フェレンツ                       | ハンガリー       | ハンガリー空軍                          | 11                          | |
| マーリク・ヨージェフ                             | ハンガリー       | ハンガリー空軍                          | 10+1⁄2                      | |
| ヘッペシュ・アラダール                           | ハンガリー       | ハンガリー空軍                          | 8                           | 通称「老ピューマ」。ハンガリー戦闘機隊の指揮官。 |
| ウーイサースィ・ジェルジ                         | ハンガリー       | ハンガリー空軍                          | 8                           | |
| スタニスワフ・スカルスキ                         | ポーランド       | ポーランド空軍                          | 22+11⁄12                    | |
| ヴィトルト・ウルバノヴィチ                       | ポーランド       | ポーランド空軍                          | 18                          | |
| ボレスワフ・グワディッホ                         | ポーランド       | ポーランド空軍                          | 17                          | |
| エウゲニウシュ・ホルバチェフスキ                 | ポーランド       | ポーランド空軍                          | 16+1⁄2                      | 通称「ジュベック」、「ホービー」。 |
| ヤン・ズムバッハ                                 | ポーランド       | ポーランド空軍                          | 13                          | |
| カレル・クテルヴァシェル                         | チェコスロバキア | イギリス空軍                            | 18 (20?)                    | チェコスロバキア人トップ・エース。 |
| ヨゼフ・フランチシェク                           | チェコスロバキア | ポーランド空軍                          | 17                          | |
| アロイス・ヴァシャートコ                         | チェコスロバキア | イギリス空軍                            | 17                          | |
| フランチシェク・ペジナ                           | チェコスロバキア | チェコスロバキア空軍                    | 12                          | 後に自由フランス空軍、イギリス空軍にも所属。 |
| イヴァン・デュ・モンソー・ド・ベルジャンダル     | ベルギー         | ベルギー空軍                            | 8                           | ベルギー人トップ・エース。 |
| ジャン・オフェンベール                           | ベルギー         | ベルギー空軍                            | 7                           | 通称「パイカー」。他に不確実5、撃破6+1⁄2。 |
| レミ・ヴァン・リールデ                           | ベルギー         | ベルギー空軍                            | 7                           | 他にV-1撃墜40機（第2位）。 |
| ストヤン・ストヤノフ                             | ブルガリア       | ブルガリア空軍                          | 5                           | ブルガリア空軍トップ・エース。 |
| 劉粋剛                                           | 中華民国         | 中華民国空軍                            | 13                          | 通称「空の趙雲子龍」「紅武士」。自己申告2を含むトップエース。 |
| 柳哲生                                           | 中華民国]        | 中華民国空軍                            | 11+1⁄3                      | 中国空軍公認のトップエース。 |
| 王光復                                           | 中華民国         | 中華民国空軍                            | 8+1⁄2                       | 劉少奇の妻・王光美の兄。 |
| 高又新                                           | 中華民国         | 中華民国空軍                            | 8                           | |
| 譚鯤                                             | 中華民国         | 中華民国空軍                            | 8                           | |
| 袁保康                                           | 中華民国         | 中華民国空軍                            | 8                           | |
| 董明徳                                           | 中華民国         | 中華民国空軍                            | 7                           | 実際は10機程度にのぼる可能性もある。 |
| 周志開                                           | 中華民国         | 中華民国空軍                            | 6                           | 中国空軍で最初のP-40エース。 |
| 周庭芳                                           | 中華民国         | 中華民国空軍                            | 6                           | |
| 黄新瑞                                           | 中華民国         | 中華民国空軍                            | 6                           | 米国籍の華人エース。 |
| 楽以琴                                           | 中華民国         | 中華民国空軍                            | 6                           | 通称「飛将軍」。中国南宋の武将・岳飛の末裔。 |
| 高志航                                           | 中華民国         | 中華民国空軍                            | 5+1⁄2                       | 通称「空軍戦魂」「東北飛鷹」。空軍第四大隊長。日中戦争において日本軍機を初めて撃墜した。 |
| 陳其偉                                           | 中華民国         | 中華民国空軍                            | 5                           | |
| 臧錫蘭                                           | 中華民国         | 中華民国空軍                            | 5                           | |
| 羅英徳                                           | 中華民国         | 中華民国空軍                            | 5                           | |
| アンドレアス・アントニオウ                       | ギリシャ王国     | ギリシャ空軍                            | 6                           | ギリシャ空軍トップエース。 |
| ブラム・ヴァン・デル・ストック                   | オランダ王国     | オランダ空軍                            | 6                           | オランダ空軍トップエース。1944年に撃墜され捕虜としてスタラグ・ルフト III収容所に収容されるも集団脱走に参加。脱走者76名の内脱走に成功した3名のうちの1人。 |
| カルロス・ファウスティノス                       | メキシコ合衆国   | メキシコ空軍                            | 6                           | メキシコ空軍トップエース。 |
| ゴンサロ・ヘヴィア・アルバレス・キニョネス       | スペイン王国     | 青戦隊                                  | 12                          | スペイン空軍トップエース。 |
| マリアノ・クアドラ・メディナ                     | スペイン王国     | 青戦隊                                  | 10                          | 後にスペインの空軍大臣 |
| ミリサフ・セミズ                                 | ユーゴスラビア   | ユーゴスラビア王国空軍                  | 4                           | 第二次世界大戦におけるユーゴスラビア王国空軍のトップエース。エースパイロットの条件をギリギリで満たしていないが、ユーゴスラビア侵攻の12日間に4機を撃墜したことから便宜上、エースとして扱われることもある。 |

### 朝鮮戦争
| 氏名                          | 国名            | 所属           | 撃墜機数 | 備考 |
| ----------------------------- | --------------- | -------------- | -------- | --- |
| ジョセフ・M・マコーネル       | アメリカ        | アメリカ空軍   | 16       | |
| ジェームズ・ジャバラ          | アメリカ        | アメリカ空軍   | 15       | 第二次世界大戦では1.5機撃墜。 |
| マニョエル・J・フェルナンデス | アメリカ        | アメリカ空軍   | 14.5     | |
| ジョージ・A・デイビス         | アメリカ        | アメリカ空軍   | 14       | 第二次世界大戦では7機撃墜。 |
| アイヴン・キンチェロー        | アメリカ        | アメリカ空軍   | 5        | センチュリーシリーズのテストパイロット。初めて高度10万フィートを超えたことから「"America's No. 1 Spaceman"」との渾名が付けられた。 |
| ガイ・ボーデロン              | アメリカ        | アメリカ海軍   | 5        | |
| ニコライ・スチャウギン        | ソビエト        | ソビエト空軍   | 21       | 第二次世界大戦後では最多撃墜者 |
| エフゲニー・ペペリャエフ      | ソビエト        | ソビエト空軍   | 19       | |
| レフ・シチェーキン            | ソビエト        | ソビエト空軍   | 13       | |
| セルゲイ・クロマレンコ        | ソビエト        | ソビエト空軍   | 13       | 第二次世界大戦では3機撃墜。 |
| 趙宝桐                        | 中華人民共和国  | 人民解放軍空軍 | 9        | |
| 王海                          | 中華人民共和国  | 人民解放軍空軍 | 9        | |
| 李漢                          | 中華人民共和国  | 人民解放軍空軍 | 8        | |
| 魯珉                          | [中華人民共和国 | 人民解放軍空軍 | 8        | |
| 范万章                        | 中華人民共和国  | 人民解放軍空軍 | 8        | |
| 孫生禄                        | 中華人民共和国  | 人民解放軍空軍 | 6        | |
| 劉玉堤                        | 中華人民共和国  | 人民解放軍空軍 | 6        | |
| 張积慧                        | 中華人民共和国  | 人民解放軍空軍 | 4        | |
| カム・デンオク                | 北朝鮮          | 朝鮮人民軍空軍 | 8        | |
| キム・ディサン                | 北朝鮮          | 朝鮮人民軍空軍 | 6        | |

### ベトナム戦争
| 氏名                                     | 国名       | 所属              | 撃墜機数 |
| ---------------------------------------- | ---------- | ----------------- | --- |
| グエン・バン・コク                       | 北ベトナム | ベトナム人民空軍  | 9(米軍の記録と合致するもの7機)。 何れも機関砲を搭載していないMiG-21PFによる戦果で、空対空ミサイルによる撃墜数では世界最高。 |
| マイ・バン・クオン                       | 北ベトナム | ベトナム人民空軍] | 8 |
| グエン・ドゥク・ソアト                   | 北ベトナム | ベトナム人民空軍  | 5 |
| チャールズ・B・デベリーヴ                | アメリカ   | アメリカ空軍      | 6 |
| スティーブ・リッチー                     | アメリカ   | アメリカ空軍      | 5 |
| ジェフ・ファインスタイン                 | アメリカ   | アメリカ空軍      | 5 |
| ランドル・カニンガム                     | アメリカ   | アメリカ海軍      | 5 |
| ウィリアム・ドリスコル                   | アメリカ   | アメリカ海軍      | 5 |
| ヴァディム・ペトロヴィチ・シチェルバコフ | ソビエト   | ソビエト防空軍    | 6 |

### 中東戦争
| 氏名                   | 国名       | 所属           | 撃墜機数  | 備考 |
| ---------------------- | ---------- | -------------- | --------- | --- |
| ギオラ・エプスタイン   | イスラエル | イスラエル空軍 | 17        | イスラエル空軍のトップエース。第101飛行隊に所属。ミラージュIIIで8機、ネシェルで9機撃墜。機関砲による撃墜が13機。 |
| アブラハム・サルモン   | イスラエル | イスラエル空軍 | 14.5      | 第119飛行隊、第101飛行隊に所属。ミラージュIIIで13.5機、ネシェルで1機撃墜。他に未公認3機があり、これらを含めるとギオラ・エプスタインと同等の記録となる。                                                                    |
| アミル・ナフミ         | イスラエル | イスラエル空軍 | 14        | 第107飛行隊、第110飛行隊に所属。F-4で7機、F-16で7機撃墜。F-16での世界初の敵戦闘機撃墜記録も持つ。イラク原子炉爆撃作戦に参加。                                                                                              |
| アシュエル・スニール   | イスラエル | イスラエル空軍 | 13.5      | 第119飛行隊に所属。ミラージュIIIで12機、F-4で1.5機。 |
| イスラエル・バハラヴ   | イスラエル | イスラエル空軍 | 12        | 第101飛行隊に所属。ミラージュIIIで10機、ネシェルで2機撃墜。 |
| イフタク・スペクター   | イスラエル | イスラエル空軍 | 12        | 第101飛行隊、第107飛行隊に所属。ミラージュIIIで8機、F-4で4機撃墜。 |
| オデッド・マロム       | イスラエル | イスラエル空軍 | 11        | 第101飛行隊に所属。全てミラージュIIIでの撃墜。未公認記録が多く、全て含めると18機ないし17.5機の記録となり、ギオラ・エプスタインと同等あるいは超える記録となる。                                                             |
| ヤアコヴ・リヒター     | イスラエル | イスラエル空軍 | 10.5      | 第117飛行隊に所属。全てミラージュIIIでの撃墜。 |
| イェフダ・コレン       | イスラエル | イスラエル空軍 | 10.5      | 第117飛行隊に所属。全てミラージュIIIでの撃墜。 |
| シュロモ・レビ         | イスラエル | イスラエル空軍 | 10        | 第113飛行隊に所属。全てネシェルでの撃墜。 |
| ドロール・ハリッシュ   | イスラエル | イスラエル空軍 | 9         | 第119飛行隊、第101飛行隊に所属。ミラージュIIIで6機、ネシェルで3機撃墜。他に未公認3機。 |
| エイタン・カルミ       | イスラエル | イスラエル空軍 | 9         | 第119飛行隊、第101飛行隊に所属。ミラージュIIIで7機、ネシェルで2機撃墜。 |
| モシェ・メルニク       | イスラエル | イスラエル空軍 | 8.5or 9.5 | 第119飛行隊、第133飛行隊に所属。F-4で5.5機、F-15で4機撃墜。他に未公認1機。 |
| Shlomo Egozi           | イスラエル | イスラエル空軍 | 8         | 第107飛行隊に所属。全てF-4での撃墜。8機中5機はエジプト軍のMi-8で、Roy Manoffとの同乗機で第四次中東戦争の初日（1973年10月6日）に撃墜。                                                                                      |
| Ilan Gonen             | イスラエル | イスラエル空軍 | 8         | 第101飛行隊、第113飛行隊に所属。ミラージュIIIで3機、ネシェルで5機撃墜。 |
| Amos Bar               | イスラエル | イスラエル空軍 | 8or 7     | 第117飛行隊に所属。全てミラージュIIIでの撃墜。 |
| Ran Ronen (Pecker)     | イスラエル | イスラエル空軍 | 8or 7     | 第119飛行隊に所属。全てミラージュIIIでの撃墜。 |
| ウリ・ギル             | イスラエル | イスラエル空軍 | 7.5       | 1982年までにミラージュIIIで5機撃墜。18歳から60歳まで現役の戦闘機パイロットを続け、ギネス世界記録の『世界で最も長く飛行した戦闘機パイロット』に認定された。                                                                 |
| Menachem Enian         | イスラエル | イスラエル空軍 | 7.5 or 8  | 所属、搭乗機は不明。1967年～1982年にかけて8機撃墜。 |
| Michael Tsuk           | イスラエル | イスラエル空軍 | 7         | 第101飛行隊に所属。ミラージュIIIで5機、ネシェルで2機撃墜。 |
| Yirmiahu Kadar         | イスラエル | イスラエル空軍 | 7         | |
| アモス・アミル         | イスラエル | イスラエル空軍 | 7         | 第101飛行隊、第119飛行隊に所属。全てミラージュIIIでの撃墜。他に未公認1機。 |
| Roy Manoff             | イスラエル | イスラエル空軍 | 7         | 第107飛行隊に所属。全てF-4での撃墜。7機中5機はエジプト軍のMi-8で、Shlomo Egoziとの同乗機で第四次中東戦争の初日（1973年10月6日）に撃墜。                                                                                    |
| アヴニール・ナヴィ     | イスラエル | イスラエル空軍 | 7         | 第133飛行隊に所属。全てF-15での撃墜。 |
| Moshe Hertz            | イスラエル | イスラエル空軍 | 6.5or 5   | 第101飛行隊、第113飛行隊に所属。ミラージュIIIで1機、ネシェルで4機撃墜。他に未公認3機。 |
| Ehud Hankin            | イスラエル | イスラエル空軍 | 6or 3.5   | 第117飛行隊、第69飛行隊に所属。ミラージュIIIで2.5機、F-4で1機。他に未公認2機があり、これを含めるとエース（5機以上撃墜）となる。                                                                                            |
| ルドルフ・アウガルテン | イスラエル | イスラエル空軍 | 6         | 第2次世界大戦中はドイツ軍に所属。Bf 109で2機のP-47Dを撃墜。第一次中東戦争当時の第101飛行隊に所属し、S-199で1機、P-51Dで1機、スピットファイアで2機撃墜。他に大戦中の未公認1機（Fw 190での記録）、第101飛行隊での未公認1機。 |
| ヨラム・アグモン       | イスラエル | イスラエル空軍 | 6         | 第101飛行隊、第69飛行隊に所属。ミラージュIIIで3機、F-4で3機撃墜。第69飛行隊では飛行隊長を務めた。 |
| Uri Even-Nir           | イスラエル | イスラエル空軍 | 6         | 第117飛行隊、第144飛行隊に所属。ミラージュIIIで4機、ネシェルで2機撃墜。他に未公認2機。 |
| メナヘム・シャロン     | イスラエル | イスラエル空軍 | 6         | 第101飛行隊、第144飛行隊に所属。ミラージュIIIで2機、ネシェルで4機撃墜。他に未公認2機。 |
| Eli Menachem           | イスラエル | イスラエル空軍 | 6         | |
| Eitan Peled            | イスラエル | イスラエル空軍 | 6         | 第201飛行隊に所属。全てF-4での撃墜。 |
| Yossi Yavin            | イスラエル | イスラエル空軍 | 6         | |
| Gideon Livni           | イスラエル | イスラエル空軍 | 5.5       | 第101飛行隊に所属。ミラージュIIIで1機、ネシェルで4.5機撃墜。 |
| エズラ・ドタン         | イスラエル | イスラエル空軍 | 5         | 第109飛行隊の飛行隊長。A-4攻撃機で2機撃墜し、"ミスター・スカイホーク"と呼ばれた。 |
| Reuven Rozen           | イスラエル | イスラエル空軍 | 5or 6     | 第119飛行隊、第113飛行隊に所属。ミラージュIIIで5機、ネシェルで1機撃墜。 |
| Gideon Dror            | イスラエル | イスラエル空軍 | 5         | 第117飛行隊、第113飛行隊に所属。ミラージュIIIで1機、ネシェルで4機撃墜。 |
| Shlomo Navot           | イスラエル | イスラエル空軍 | 5         | 第117飛行隊に所属。全てミラージュIIIでの撃墜。 |
| Itzchak Amitay         | イスラエル | イスラエル空軍 | 5         | 第201飛行隊に所属。全てF-4での撃墜。5機中3機はエジプト軍のMi-8で、Ben-Ami Periとの同乗機で第四次中東戦争の初日（1973年10月6日）に撃墜。                                                                                    |
| Ben-Ami Peri           | イスラエル | イスラエル空軍 | 5         | 第201飛行隊、第105飛行隊に所属。全てF-4での撃墜。5機中3機はエジプト軍のMi-8で、Itzchak Amitayとの同乗機で第四次中東戦争の初日（1973年10月6日）に撃墜。                                                                     |
| Itamar Neuner          | イスラエル | イスラエル空軍 | 5         | |
| Avraham Gilad          | イスラエル | イスラエル空軍 | 5         | |
| Yoram Geva             | イスラエル | イスラエル空軍 | 5         | 第101飛行隊に所属。ミラージュIIIで2機、ネシェルで3機撃墜。 |
| ヨラム・ペレド         | イスラエル | イスラエル空軍 | 5         | 第133飛行隊に所属。全てF-15での撃墜。他に未公認2機。 |
| アリエル・コーエン     | イスラエル | イスラエル空軍 | 5         | 第144飛行隊に所属。全てネシェルでの撃墜。他に未公認2機。 |
| アサフ・ベン＝ヌン     | イスラエル | イスラエル空軍 | 5         | 第109飛行隊、第144飛行隊に所属。ミステール IV Aで1機、ネシェルで4機撃墜。他に未公認1機。 |
| ギオラ・ロム           | イスラエル | イスラエル空軍 | 5         | 第119飛行隊に所属。1967年の第三次中東戦争においてミラージュIIIで5機を撃墜し、イスラエル空軍初のエースパイロットとなった。1987年にはイスラエル空軍の副司令官に就いた。                                                      |
| Menachem Shmul         | イスラエル | イスラエル空軍 | 5         | 第119飛行隊、第144飛行隊に所属。ミラージュIIIで4機、ネシェルで1機撃墜。他に未公認2機。 |
| Fayez Mansour          | シリア     | シリア空軍     | 15        | シリア空軍のトップエース。15機中1機はイギリス空軍機の撃墜（他はイスラエル空軍）。1953年～1970年まではMiG-17、これ以降はMiG-21に搭乗。1982年に戦死。                                                                        |
| Bassam Hamshu          | シリア     | シリア空軍     | 7         | |
| Adeeb Al-Jarf          | シリア     | シリア空軍     | 7         | |
| Majid Zugbi            | シリア     | シリア空軍     | 7         | |
| Majad Halabi           | シリア     | シリア空軍     | 6         | |
| Dzhur Abid Adib        | シリア     | シリア空軍     | 5         | |
| Muhammad Mansour       | シリア     | シリア空軍     | 5         | |
| Ali Wajai              | エジプト   | エジプト空軍   | 6         | エジプト空軍のトップエース。1970年に2機、1973年に4機撃墜。 |
| Ahmed Atef             | エジプト   | エジプト空軍   | 5         | |
| Sami Marei             | エジプト   | エジプト空軍   | 5         | 1970年に戦死。 |
| Samir Aziz Mikhail     | エジプト   | エジプト空軍   | 5         | |
| Hussein Samy           | エジプト   | エジプト空軍   | 5         | |
| Saiful Azam            | パキスタン | パキスタン空軍 | 4         | 印パ戦争においてもインド空軍機1機を撃墜、そのキャリアにおいて合計5機を撃墜 |

### 印パ戦争
| 氏名                           | 国名       | 所属           | 撃墜機数          | 備考 |
| ------------------------------ | ---------- | -------------- | ----------------- | --- |
| ムハンマド・マフムード・アラム | パキスタン | パキスタン空軍 | 7 （他に未公認2） | パキスタン空軍第11飛行隊の飛行隊長としてF-86 セイバーに搭乗。撃墜機は全てインド空軍のホーカー ハンター。1965年9月7日の空中戦では1度の出撃で5機のハンターを撃墜した。 |

### サッカー戦争
サッカー戦争は100時間戦争とも呼ばれるほど戦闘が短かったほか、航空機同士の戦いが主になる戦争ではなかったため、撃墜を挙げたのはフェルナンド・ソト・エンリケスの3機のみで、エースパイロットは存在しない。
ただし、一回の会敵で3機撃墜の戦果を挙げたこと、現時点で最後のレシプロ戦闘機同士の空中戦だったことから、フェルナンド・ソト・エンリケスはホンジュラスの英雄称号を授けられている。

### オガデン戦争
| 氏名           | 国名       | 所属           | 撃墜機数 | 備考                                 |
| -------------- | ---------- | -------------- | -------- | ------------------------------------ |
| Legesse Tefera | エチオピア | エチオピア空軍 | 6        | F-5に搭乗。撃墜数については7機とも。 |

### イラン・イラク戦争
| 氏名                     | 国名   | 所属       | 撃墜機数 | 備考 |
| ------------------------ | ------ | ---------- | -------- | --- |
| ファズロラ・ハヴィドニア | イラン | イラン空軍 | 11       | 不確実を含むと13機撃墜 |
| ジャリル・ザンディ       | イラン | イラン空軍 | 8        | F-14Aに搭乗し8機撃墜。他に未公認3機。撃墜機の内訳はMiG-23を4機、Su-22を2機、MiG-21を2機、ミラージュF1を3機。                      |
| シャフラム・ロスタミ     | イラン | イラン空軍 | 6        | F-14Aに搭乗し6機撃墜。撃墜機の内訳はMiG-21を1機、MiG-25を2機、ミラージュF1を3機。世界で初めて空中戦でMiG-25を撃墜した人物である。 |
| モハメド・ラヤン         | イラク | イラク空軍 | 5        | MiG-25に搭乗し5機撃墜。 |

### 湾岸戦争
湾岸戦争において撃墜を記録したパイロットは複数存在するが、最高記録がひとりにつき3機であるため、湾岸戦争におけるエースは存在しない。

### ロシア・ウクライナ戦争
| 氏名                     | 国名       | 所属             | 撃墜機数 | 備考 |
| ------------------------ | ---------- | ---------------- | -------- | --- |
| ヴァディム・ヴォロシロフ | ウクライナ | ウクライナ空軍   | 5        | MiG-29に搭乗。シャヘド136を5機撃墜。撃墜時破片が直撃し墜落するも脱出し生還。                                       |
| アンドリー・ピルシチコウ | ウクライナ | ウクライナ空軍   | 6        | キーウ攻勢 (2022年)で戦果を挙げ「キーウの幽霊」と恐れられた。2023年8月、訓練飛行中に機体が僚機と接触・墜落し死亡。 |
| イリヤ・シゾフ           | ロシア     | ロシア航空宇宙軍 | 12       | Su-24, Su-27, MiG-29をそれぞれ3機ずつとヘリコプター3機。                                                           |

## 個人撃墜機数のカウント
エースのリストでは個人撃墜機数（撃墜数。score,スコア）も主要構成要素の一つになっている。各時代、各国軍で異なる個人撃墜機数カウント方法が存在していた。のちの時代に新規導入・変更・施行された基準は、その国での施行時点以前の時期に遡っては適用されず、戦歴も修正されることはない（基準の適用による見直しは無いが、調査の結果修正されることはある）。
- 部隊総合撃墜機数は個人撃墜機数の累計とは異なる。
- 第一次大戦でエースが登場した当時、部隊の撃墜機記録とは別に、個人撃墜機数記録が生まれた。
- 第一次大戦終戦時の欧州空戦では所属する各国軍によって相違する個人スコアの数え方が数種類存在した。
- 第二次大戦開戦時には各国はその基準を再び適用した。
- 第二次大戦中にアメリカ軍は、編隊空戦での協同撃墜に対する基準を変更し分割公認戦果を導入した。
- 第二次大戦終戦以降、現在までの戦果には戦勝国である旧連合国軍の標準が採用されている。

第一次大戦時、疲弊した国民の戦意を鼓舞するための過剰な英雄報道への要領よい対応とは別に、エースには実際の戦場で、冷静な判断で味方の最小リスク・損害で敵戦力に最大効率で損害を与え続ける役割が期待された。多くのトップ・エースのスコアには、上空から不意をつき反撃できない状態の戦闘機や、爆撃機を確実に撃墜した機数が多数ふくまれる。

### 第一次大戦参戦各国の個人撃墜機数カウント
第一次大戦終戦時の各国の個人撃墜機数のカウント方法の違い
- イギリス空軍はパイロットの撃墜認定で「確実撃墜(moral victory)」は個人撃墜機数にカウントされた。[160] イギリス空軍は協同撃墜(shared victory)では各機に1機の撃墜認定(fully credit)が与えられた。

例として、複数機のイギリス機が1機のドイツ機を撃墜した場合は各機はともに1機の撃墜が認定された。
- フランス空軍ではイギリス式の確実撃墜(moral victory)は個人撃墜機数として認められなかったが、協同撃墜に対するイギリス式の個人撃墜機数カウント方法は採用した。
- アメリカ陸軍航空部はフランス軍、イギリス軍の指揮下で戦ったので、それぞれ対応するルールをあてはめた。[162]
- ドイツ空軍はイギリス式の撃墜確実(moral victory)は個人撃墜機数にカウントしなかった。

敵機が破壊(destroy)されたか、ドイツの勢力圏内に不時着させられ敵機の乗員が捕虜となる必要があった。敵機を撃墜し不時着してもそれが敵勢力圏内で救助された場合はスコアとして認められなかった。
またドイツは協同撃墜に対するイギリス式の個人撃墜機数カウント方法も採用しなかった。複数機で1機を協同撃墜した場合もそのなかの一人だけが個人撃墜機数スコアに加えることを認められ、それはエースだけが、エース同士の場合ならばより多数機撃墜スコアの上位エースだけが、その1機撃墜を自分のものとしてスコアに加えていた傾向が強かった。
ドイツでは10機撃墜した者は「ユーバーカノーネ（Überkanone、大口径砲）」と呼ばれた。
なお、撃墜公認の基準が国によって違うため、国の違うパイロットの撃墜数をそのまま比べても意味はない。フランスとドイツの撃墜公認基準は極めて厳しい一方、イギリスは第三者の証言が無くても良い緩いものだった。

### 編隊戦闘への移行とアメリカ軍の協同撃墜判定・被撃墜認定システム
スペイン内戦ではドイツ空軍のヴェルナー・メルダースにより、3機編隊を最小単位としたケッテから2機編隊を最小単位とするロッテ(Rotte)と、そのロッテを2組とする4機編隊のシュヴァルム(Schwarm)という編隊戦法が編み出され、第二次大戦中の欧州戦線ではそのロッテ戦法が形を変えながらもイギリス空軍を筆頭に各国に普及した。
- 日本陸軍航空部隊は欧州戦線を注目しており、1942年春に研究機として購入したBf 109Eとともに来日したドイツ空軍のエース、フリッツ・ロージヒカイト大尉（後にドイツ帰国、最終撃墜数68機）と、メッサーシュミットのテスト・パイロットであるヴィリー・シュテーアから伝えられたこのシュヴァルム戦法を明野陸軍飛行学校で研究し、2機x2の4機編隊を「ロッテ戦法」と総称して採用。2機のロッテを分隊、4機のシュヴァルムを小隊と定義し、従来の3機編隊（ケッテ）から移行する形で1942年末から順次実戦投入された。
- アメリカ海軍は応用編隊戦法として、2機が数100m離れた戦闘隊形に展開した隊形で相互掩護する戦法を研究提唱しサッチ・ウィーブと命名、ソロモン戦線で本格的に実戦導入され有効な成果を上げた。

太平洋戦線で余裕なく苦戦だったガダルカナル攻防戦をしのいだ翌年1943年に、編隊空戦での協同撃墜の戦果認定基準を変更し、陸海軍海兵隊の航空部隊に分割公認戦果システムを新規導入した。協同撃墜の場合は戦闘後、上官の協議により戦果判定され、撃墜1機に有効打撃を与えた複数機の各パイロットに1機を頭数で割算した値を個人撃墜数(score)として平等に割り振るシステムを制定した（分数値で追加）。
また、陸軍航空軍では戦闘空域で撃墜されたと認定した機を被撃墜（loss）とカウントし、帰途に不時着と認定された機や修復不能大破機であっても帰着すれば被撃墜数にカウントしなかった。海兵隊では、行方不明機乗員は終戦後に相手国へ赴いて6ヶ月間現地調査した後で戦死と認定された。

### 日本における空中戦闘方法推移と撃墜・被撃墜判断
第一次大戦後、日本は当時最先端の欧州空軍のシステムを導入した。日本陸海軍戦闘機パイロットの個人撃墜機数のカウントの仕方も欧州先進各国に準じた。
- 日本陸軍はフランス式空軍のシステムを導入した。
- 日本海軍はイギリス式空軍のシステムを導入した。

日本海軍最初の空戦撃墜は亀井大尉がイギリスで学び伝えた3機編隊空戦による戦果だった（1932年2月22日午後4時、空母加賀戦闘機隊生田乃木次大尉、黒岩利雄3飛曹、武雄一夫1空兵、上海公大飛行場発進、蘇州上空戦）。
- 日中戦争初期から第1次ノモンハン戦線(1939年5月)までの小型機撃墜については、単機空戦がほとんどだった。
- 第2次ノモンハン戦線(1939年6月-9月)から太平洋戦線のソロモン戦線、ニューギニア戦線以降(1942年11月～)は、小型機空戦も中隊同士の激戦になり編隊空戦に移行した。[169] ノモンハン事件末期の9月には日本陸軍戦闘隊の全てが中隊ごとの編隊空戦に移行しており、各中隊が一丸で行動し糸を結び合ったように各機が相互に掩護連携して戦っていた[170]。
- 太平洋戦線ではソロモン戦線前期すでに、攻撃機・爆撃機、船団上空の掩護を担当する戦闘隊は空戦戦闘に入ることは許可されず牽制し蹴散らすまでで、空戦戦闘に入って離れたため攻撃隊や船団が被害を受けた際の行動評価は低く評点された。
- 日本軍はパイロットの視認により、炸裂弾により敵翼飛散・爆発・炎上した機、空域離脱後を捕捉攻撃し不時着させた機は撃墜数にカウントした。
- 各戦闘機パイロットは戦闘直後のブリーフィングで中隊ごとに集合し、空中指揮官たる中隊長に個人撃墜数など戦果報告を行い、空中指揮官（中隊長、分隊士）は戦果を確認し重複など整理したうえで部隊長に報告した。その後戦闘詳報、戦闘行動図などが製作され上級部隊に提出した。
- B-29本土爆撃の夜間迎撃戦では、二式複座戦闘機「屠龍」のホ203・37mm機関砲に代表される大口径砲弾を命中させ、大破させたらその後暗闇で見失っても帰途墜落・洋上不時着後に行方不明になった喪失機数を敵無線の傍受や、暗号解読で確認できた場合には撃墜数にカウントした。

被撃墜では、空中指揮官（陸軍では中隊長以上、海軍で中隊を率いる分隊士以上）が被撃墜を確認した機を自爆戦死とし、それ以外を未帰還機とした。未帰還機パイロットは約1ヶ月あとまで待ってから戦死と認定された。